# 維多利亞公園

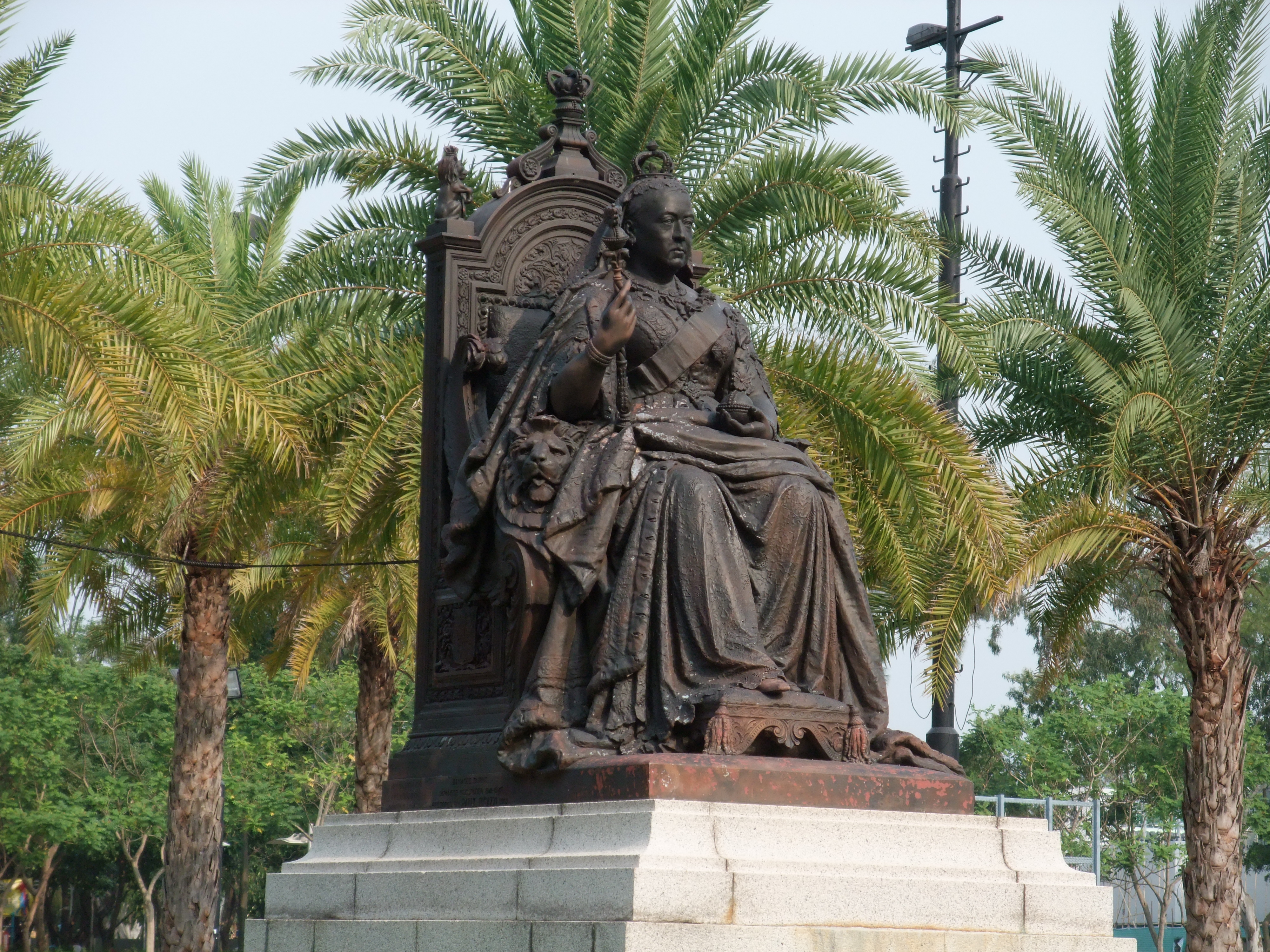
置於公園內的維多利亞女皇銅像

維多利亞公園（簡稱維園）是香港面積第二大及香港島面積最大的公園，位於香港灣仔區銅鑼灣興發街1號，以維多利亞女皇命名；鄰近港鐵天后站，佔地約19公頃／190,000平方米，於1957年10月啟用。維多利亞公園的附近是銅鑼灣避風塘及香港中央圖書館，而地底為港鐵港島綫。維多利亞公園為香港舉辦大型節日活動的地方，包括每年舉行的中秋節晚會和年宵市場和花市等；同時亦為1990年至2020年期間維園六四燭光晚會的地點、2003年至2019年期間七一大遊行的起點，以及香港電台節目《城市論壇》的主要場地。

## 歷史
維多利亞公園於1954年8月開始興建，是第二次世界大戰後香港首個大型填海工程，該園前身為舊銅鑼灣避風塘，填海用物料是戰後拆去受到破壞的建築物所得的建築材料，於1957年9月7日起局部開放，1957年10月正式落成啟用。公園建成後避風塘西遷至奇力島對出的海面。
1997年，市政局工作小組提出重建維多利亞公園方案，並諮詢公眾。當時的方案建議將中央網球場和旁邊的網球場搬遷至銅鑼灣運動場位置。泳池重建後設50米的標準池，而在維園草地中央會興建一個露天劇場。工程預料1998年年中會動工，但最後方案只有改建露天劇場和重建部分設施，中央網球場一直保留至今。

## 面積
維多利亞公園面積達19公頃，為香港面積第二大及香港島面積最大的公園。在香港，維多利亞公園的面積經常被引用為面積的標準，尤如韓國首爾汝矣島或者臺灣臺北大安森林公園一樣。在新聞報道或者團體的公報中，經常讀到例如「十三個已關閉的堆填區……足以容納十五個維多利亞公園（页面存档备份，存于）」 或「香港人燒烤每年燒掉35個維多利亞公園」等多少個維多利亞公園的語句。

## 設施

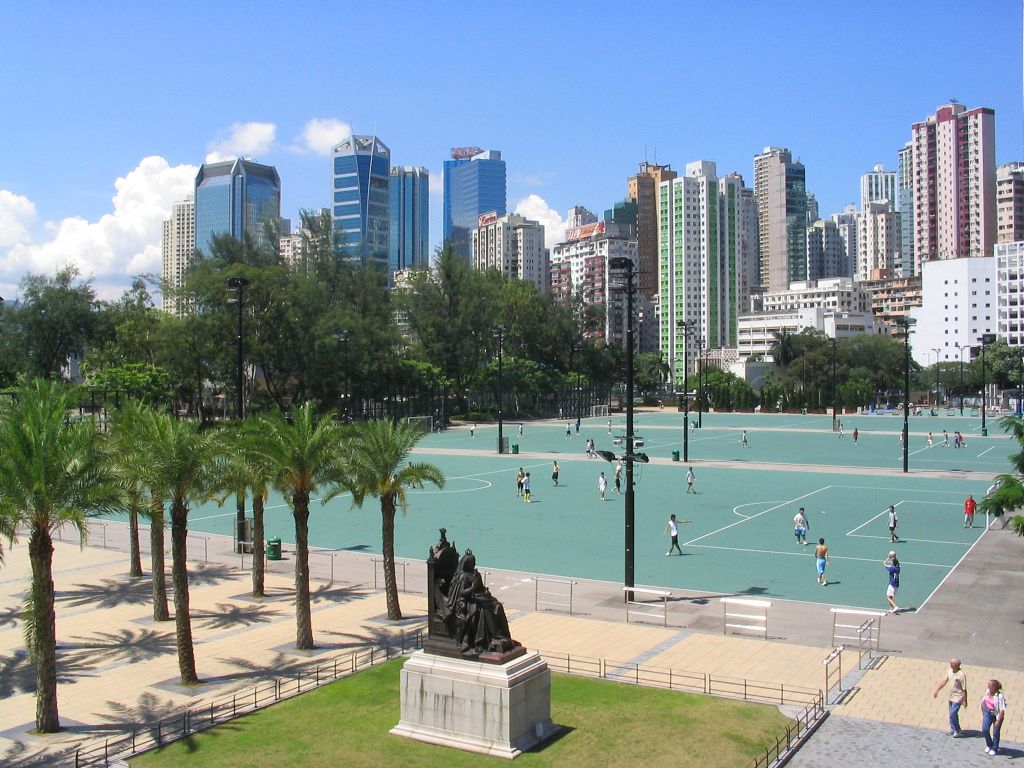
硬地七人足球場

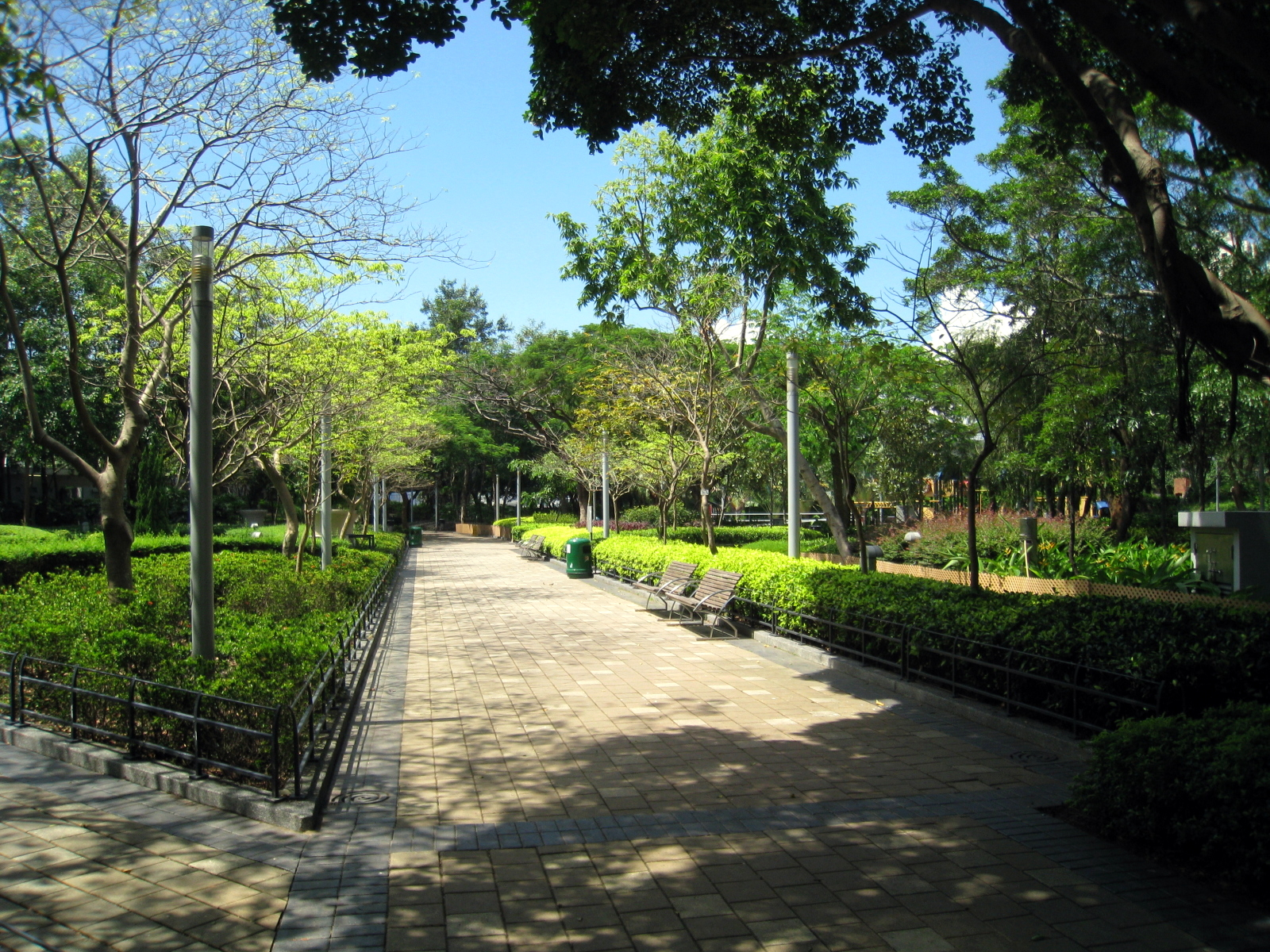
行人通道

園內設有不同種類的康樂設施，包括由馬會資助興建的游泳場館、1個設有3,611座的網球場主場館，每年香港主場作賽的台維斯盃賽事均在此舉行、還有13個標準網球場、6個硬地七人足球場及4個戶外籃球場、2個共設有12條人造草球道的草地滾球場、2個壁球場（可改裝成乒乓球室）、1個手球場及1個滾軸溜冰場，亦設有健身及緩跑徑、兒童遊樂處、模型船池、可容納約100名觀眾的音樂亭、腳底按摩徑及於1974年開放面積達到2公頃的中央草坪等。游泳池場館設有餐廳，而在中央草坪附近設有快餐亭。
維多利亞公園在2000年至2002年間進行全面改善工程，種植了逾5,500株喬木。
2012年9月27日至10月2日，香港旅遊發展局於維多利亞公園舉行李錦記綵燈大觀園活動，綵燈主題為萬燈喜月，設計以月圓、花燈及環境保護為靈感，使用了幼鋼架、竹、彈性布料及近7,000盞發光二極管製造而成樓高6層的巨型月亮綵燈，直徑21米、高18米，聳立於水池上。設計師以幼鋼架承托圓頂，再用傳統築棚技術以竹枝搭出球體的二次結構，外層則由彈性布料覆蓋。由於着重環境保護元素，所用材料於日後將會捐贈予匡智會及香港知專設計學院學員所使用。月亮綵燈由在2012香港設計年中得獎的比利時建築師高仕棠和加拿大建築師Adam Fingrut合作設計，靈感來自嫦娥奔月及傳統中國花燈；水池上建築有小路，供予公眾入內參觀；綵燈內掛上了可以調節光暗的燈籠，視覺上猶如浮雲，並且配合了多媒體和音響效果。綵燈旁設立有許願區，公眾可以在天燈形許願卡上寫下祝福，懸掛在許願牆上。此外，亦有舉辦首度設立的綵燈廊及中秋市集（設立近20個攤位），專門售賣月餅、小食及手工藝品等。

### 維多利亞女皇銅像
維多利亞公園正門有一個维多利亚女皇銅像，是為紀念維多利亞女皇於1897年登基60周年而鑄造。女皇銅像是意大利裔雕塑家馬里奧·拉基的作品，另外兩座位於加拿大多倫多及南非金伯利的同款銅像亦由他建造。銅像原先放置於中環皇后像廣場，香港日治時期曾經被運送到日本，準備熔化作為軍事材料，但趕不及動工日本就無條件投降，銅像逃過被熔化的命運。銅像於第二次世界大戰結束後歸還予香港政府，被安放到新建成的維多利亞公園，置於正門一帶的一個7呎高的基座。

### 圖集

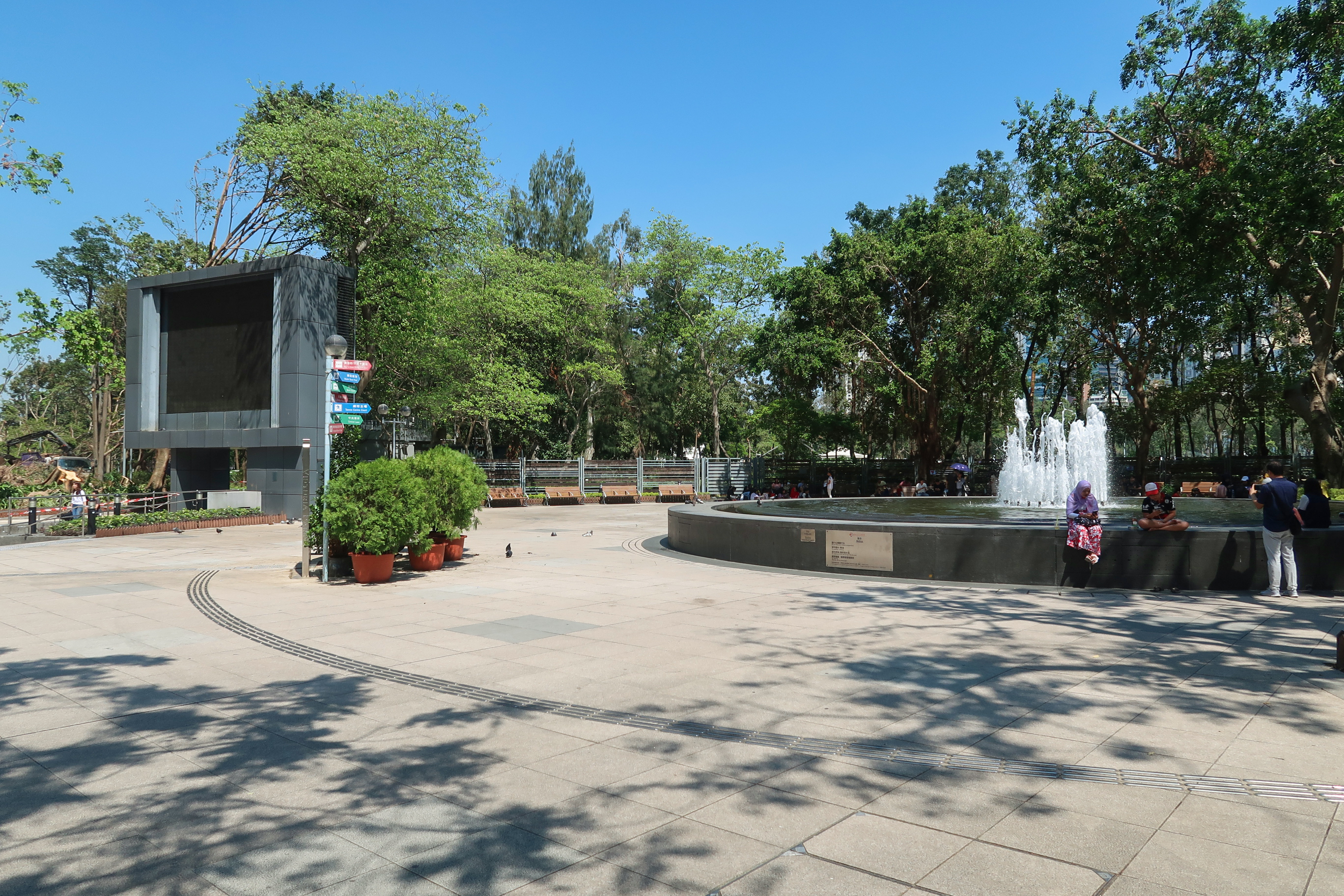
位於告士打道入口的大屏幕和噴泉廣場
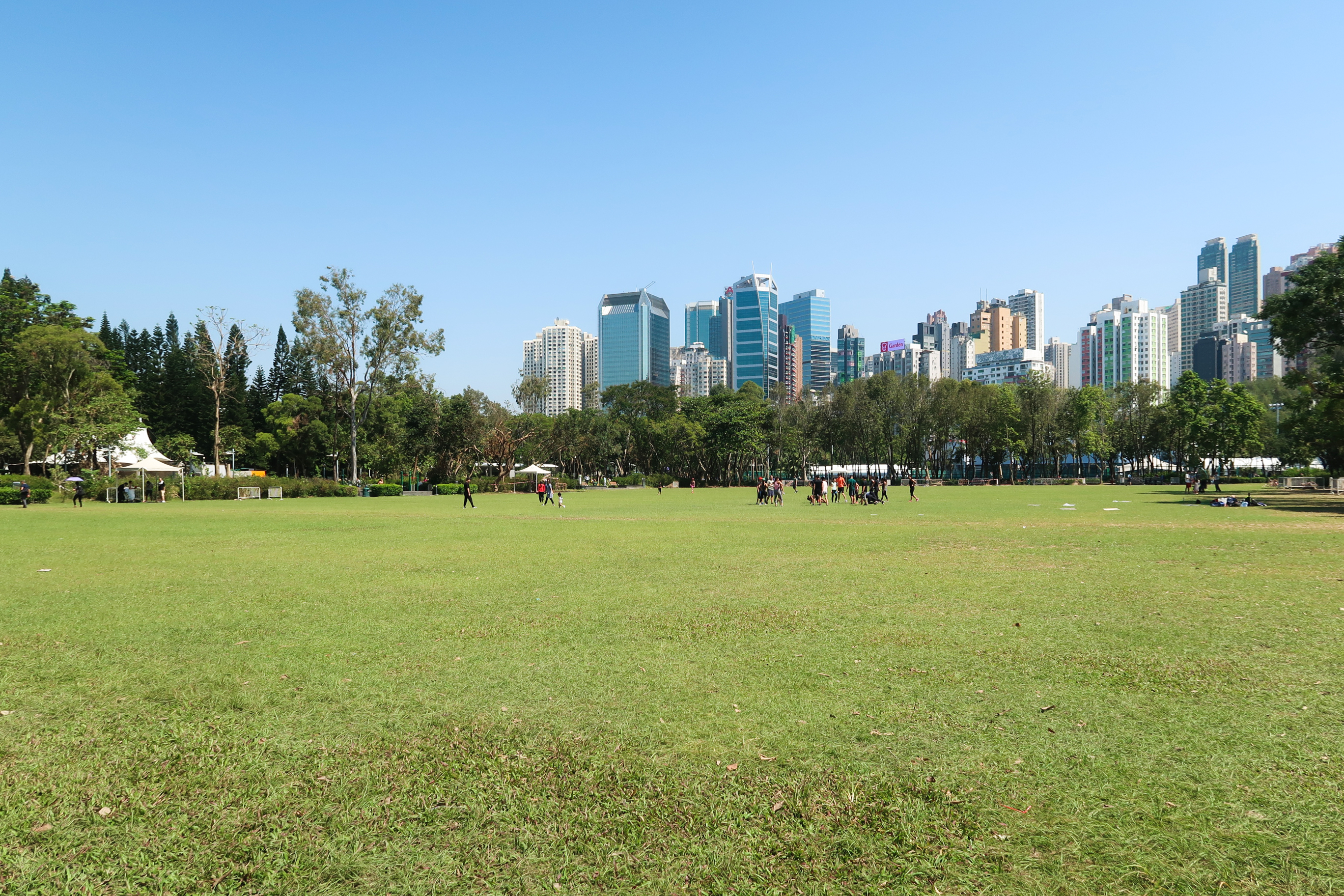
中央草坪
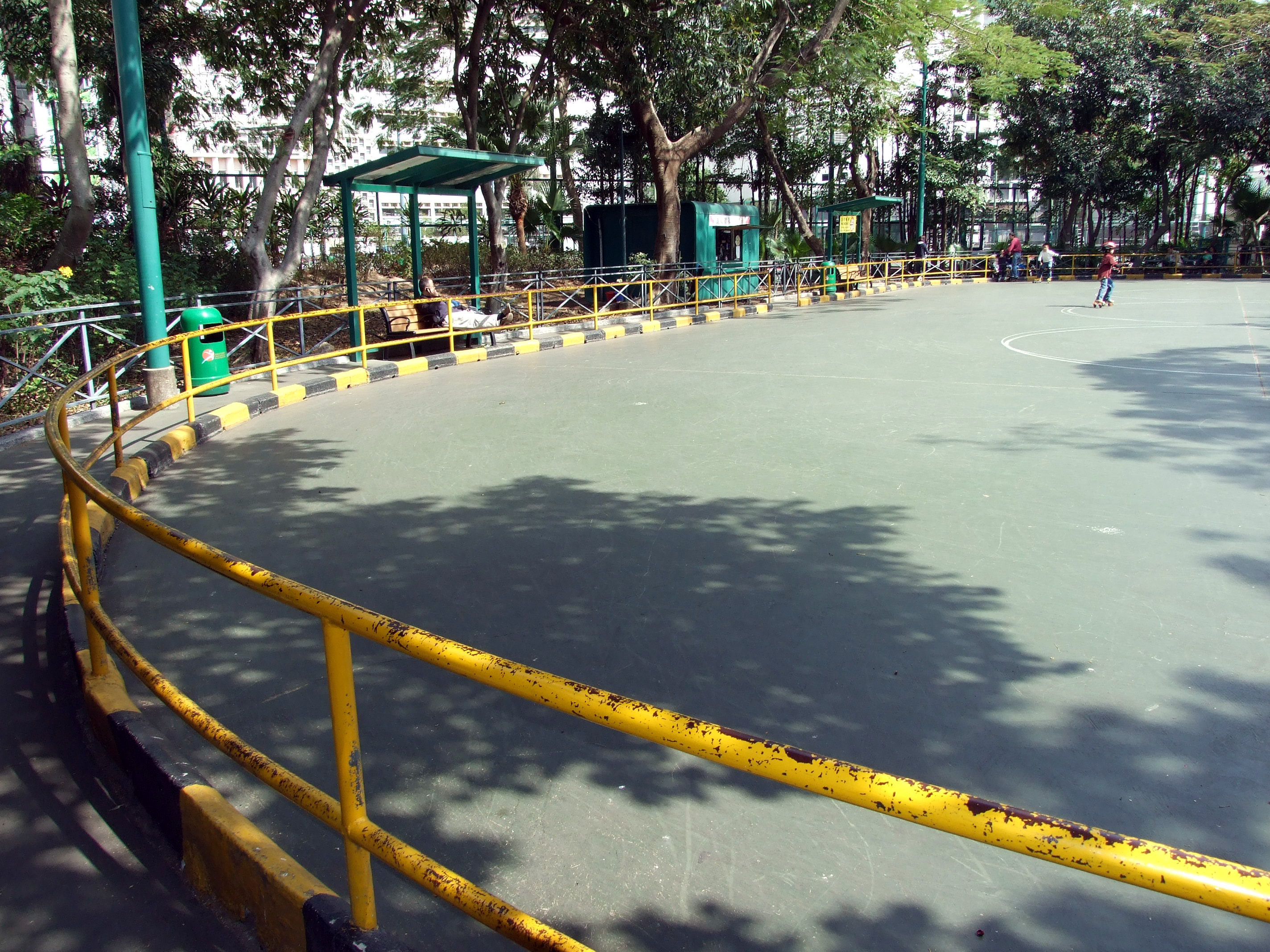
滾軸溜冰場（已拆卸）
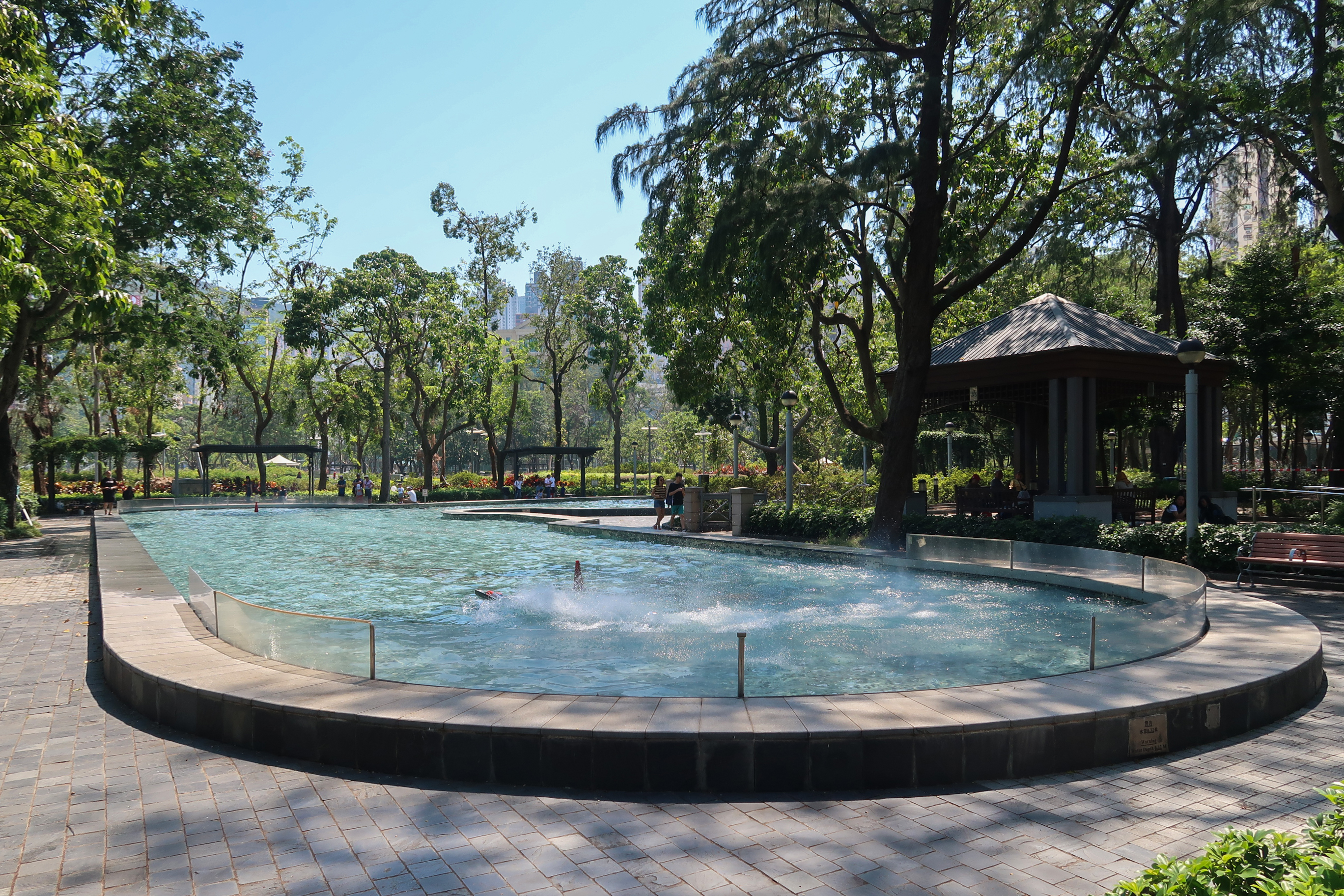
水深0.5米的模型船池
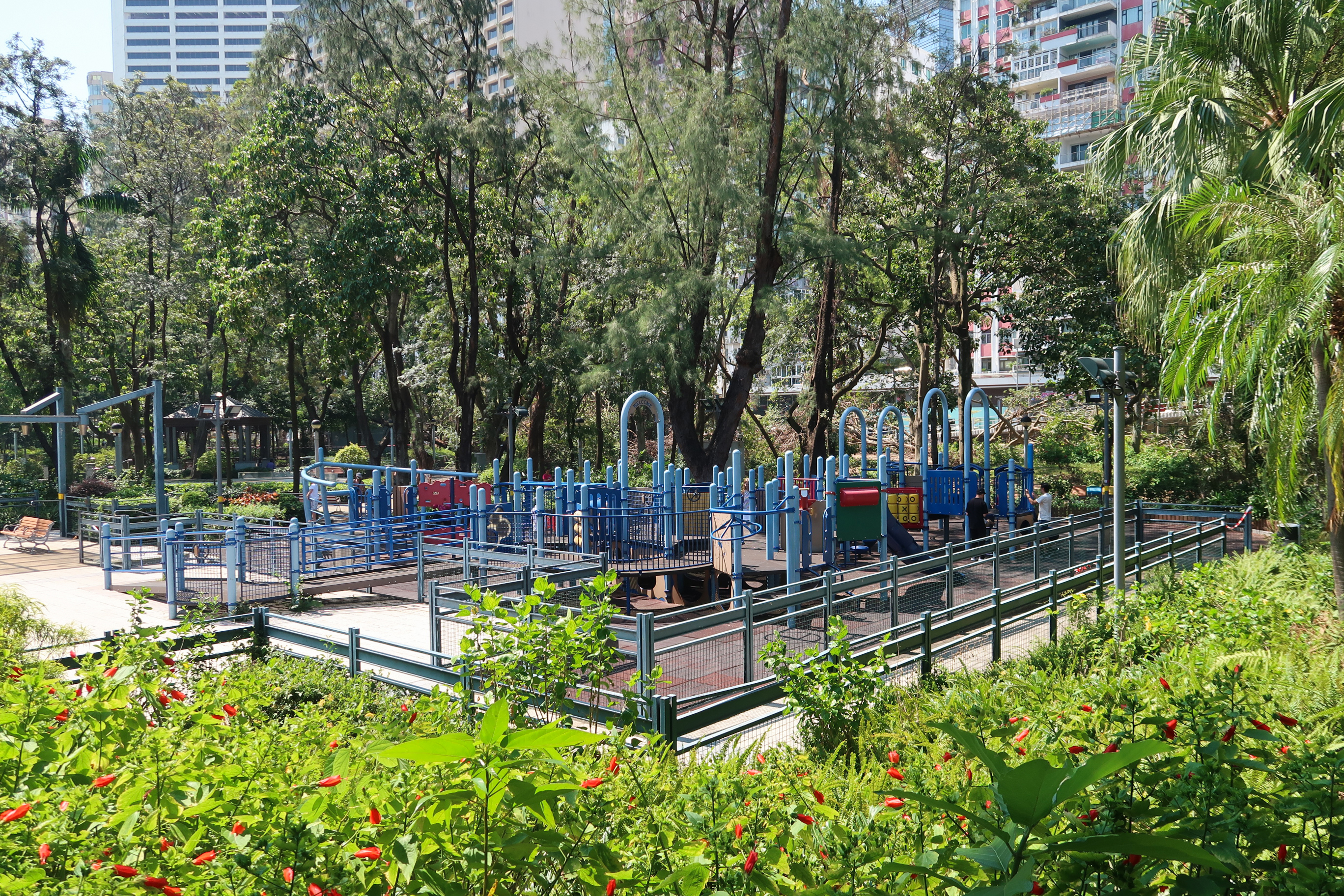
兒童遊樂場
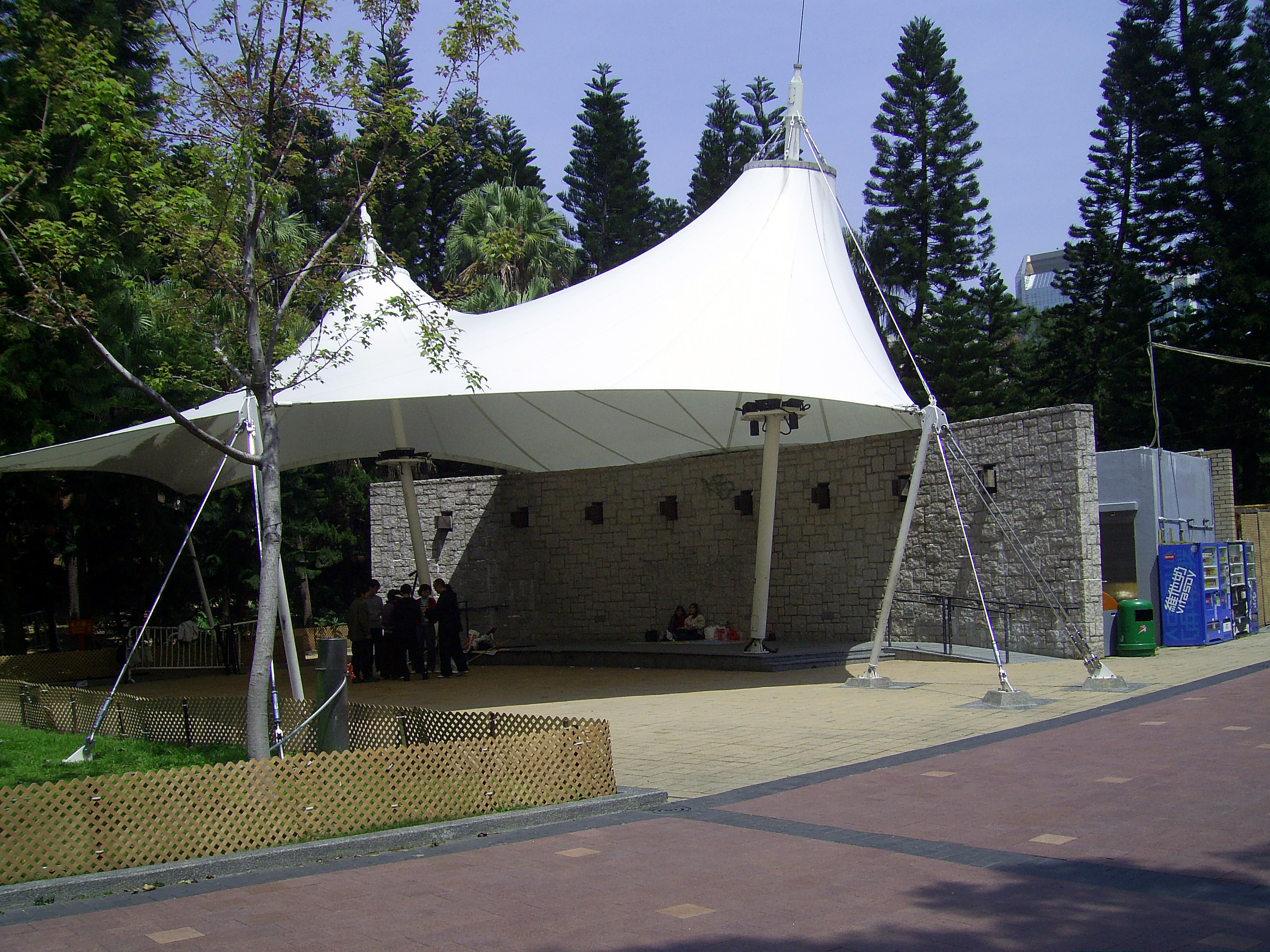
可以容納約100名觀眾的音樂亭
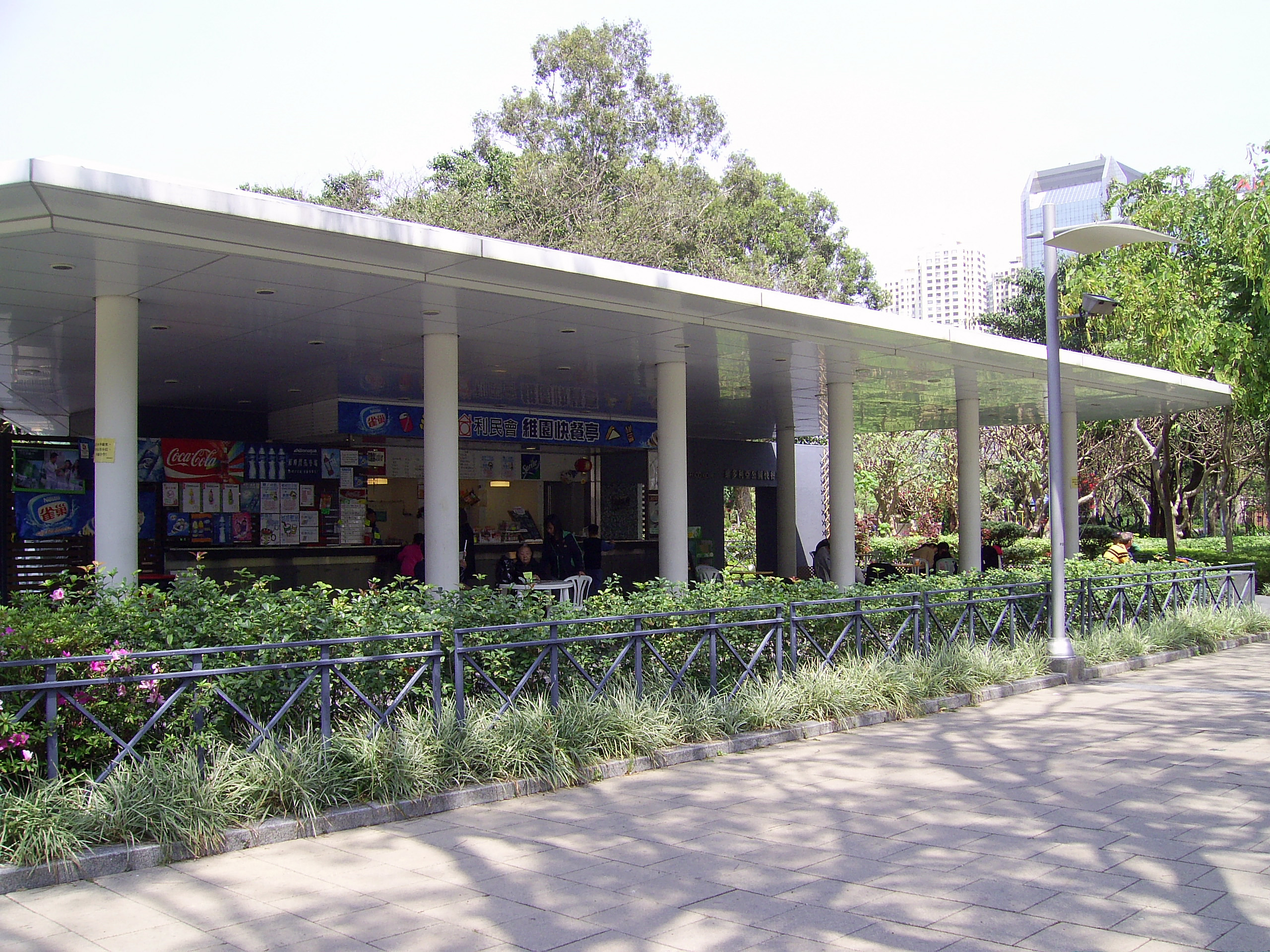
快餐亭是由慈善機構經營的社會企業
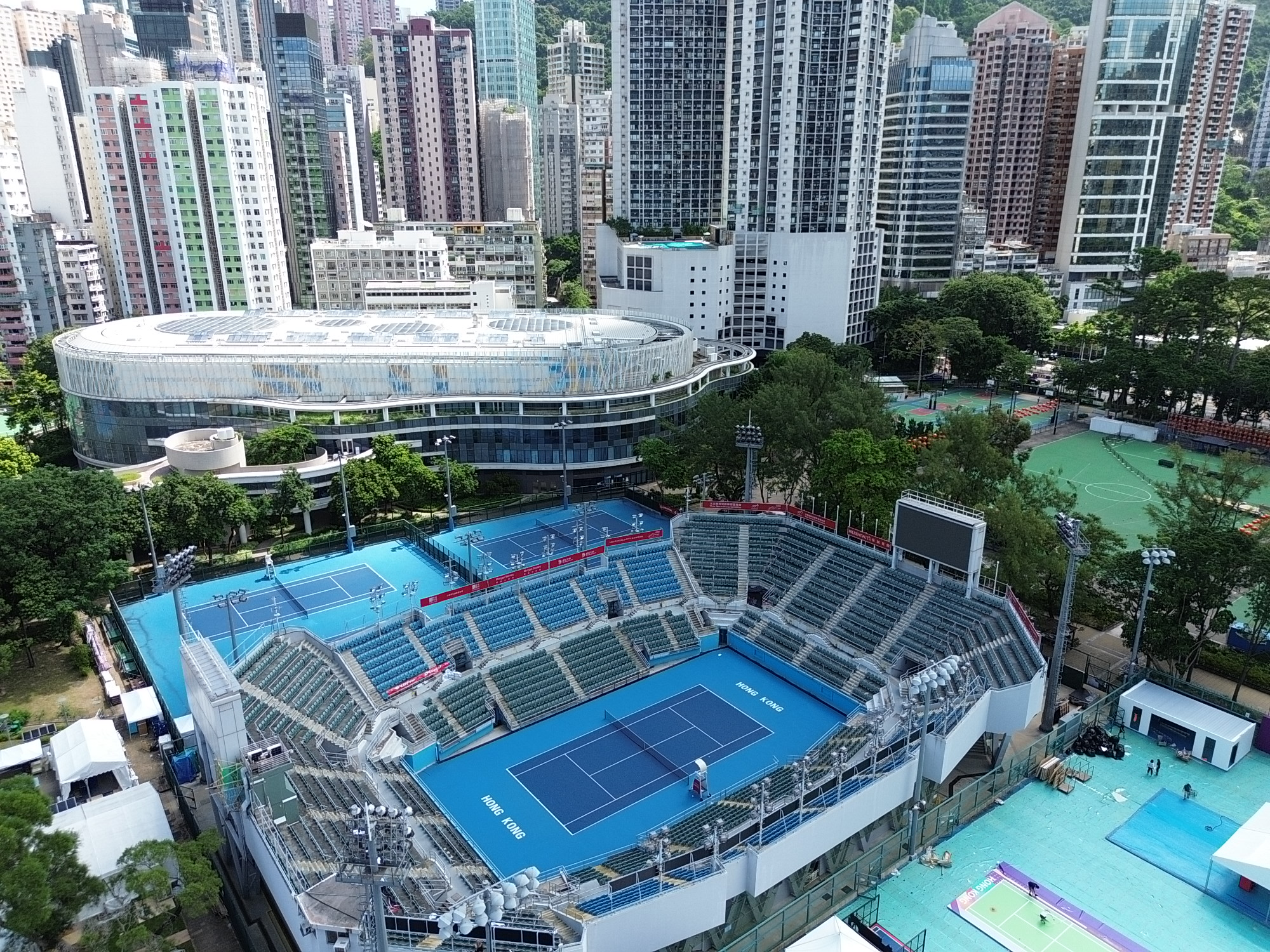
維多利亞公園網球中心
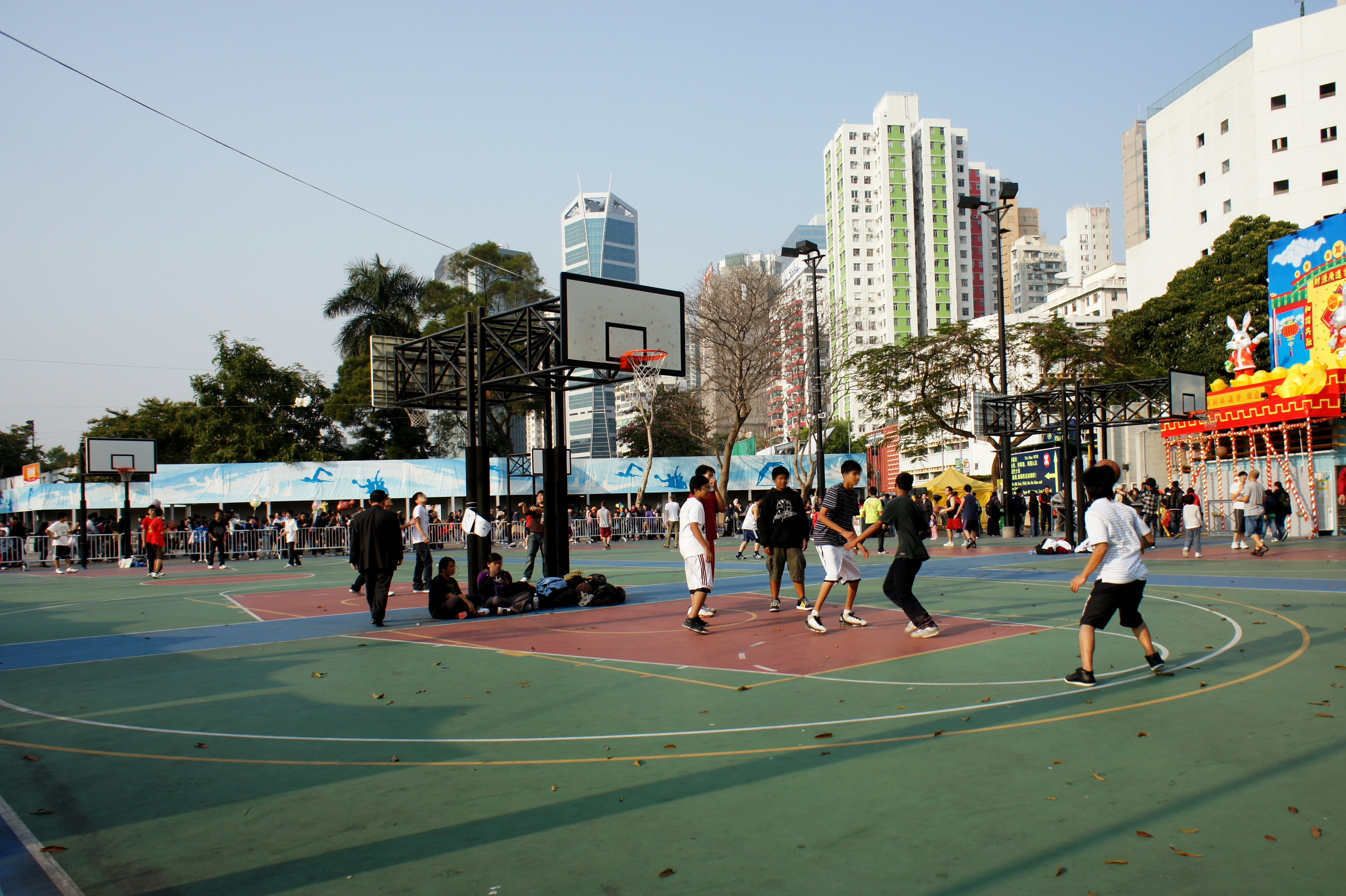
戶外籃球場
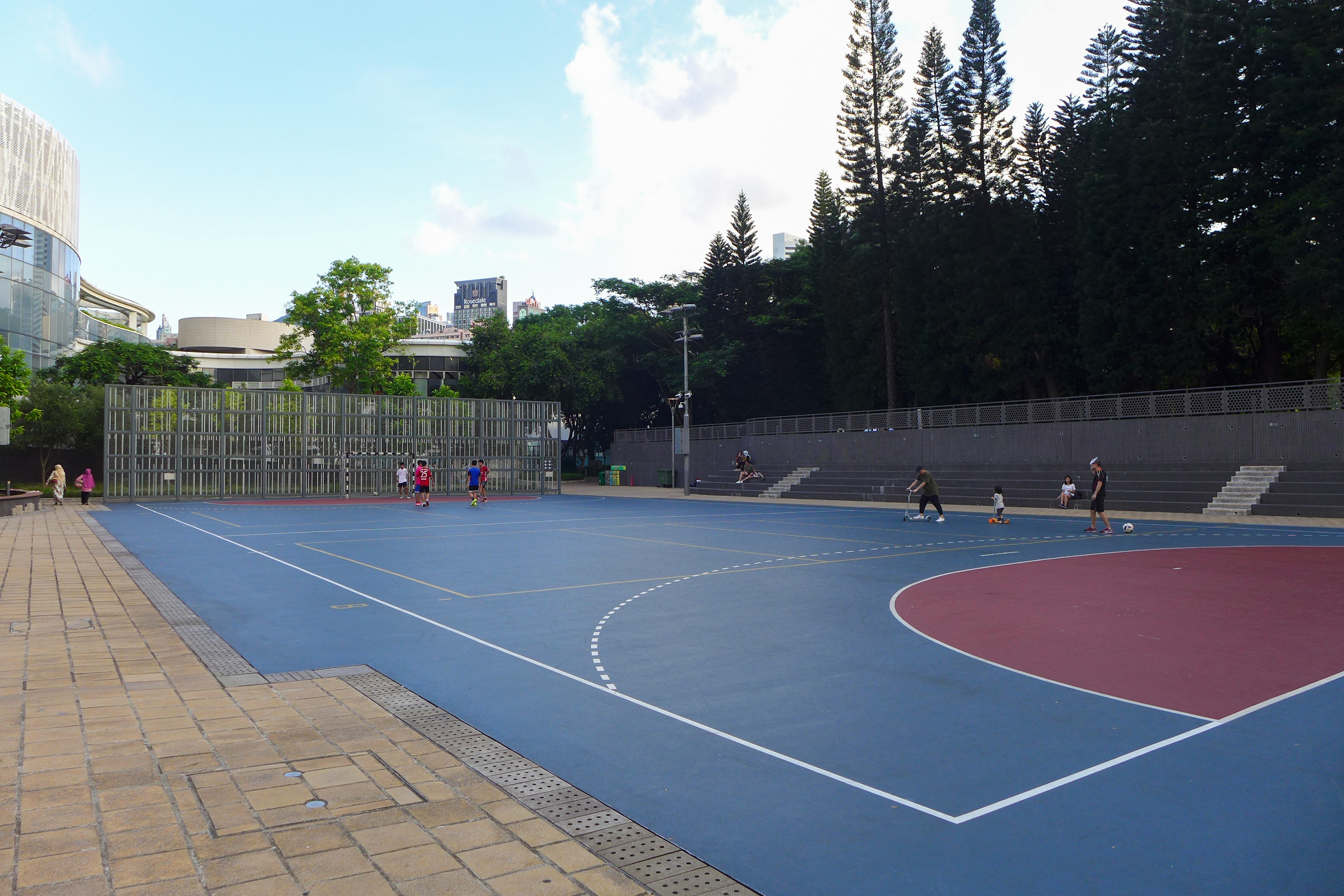
2015年加設的手球暨排球場
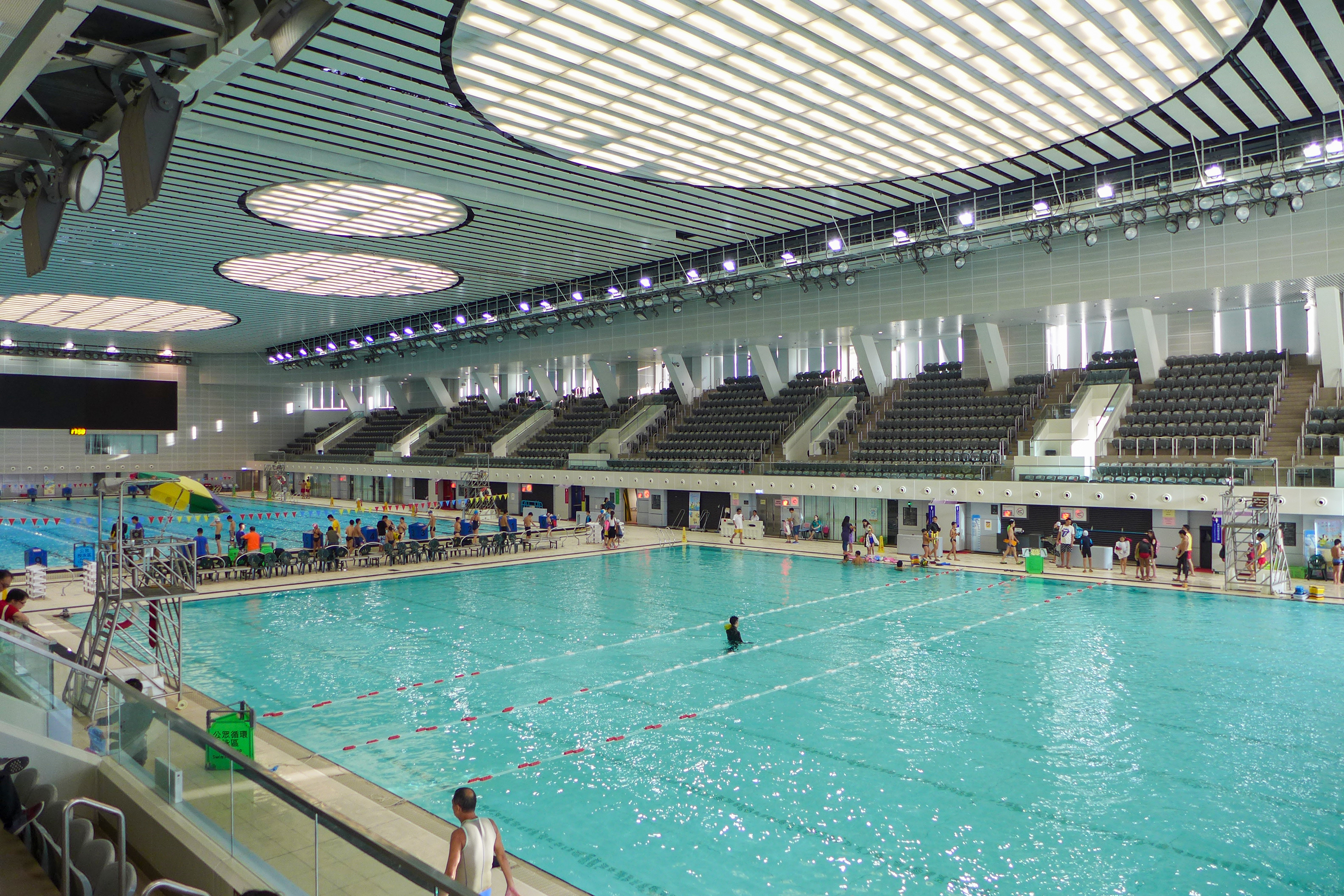
維多利亞公園游泳池

## 分區
由於香港政府規定每28萬市民附設一個游泳池以及球場等康樂設施，所以維多利亞公園、銅鑼灣街坊福利會以及銅鑼灣街市等銅鑼灣東部住宅區在城市規劃分區中劃給北角（以及銅鑼灣東）規劃分區，亦被規劃為銅鑼灣、北角和鰂魚涌一帶居民的康樂設施。現時維多利亞公園在區議會分區中，則與銅鑼灣東部住宅區同屬灣仔區維園選區，維多利亞公園亦是全港各界舉辦活動的重要場所。

## 活動

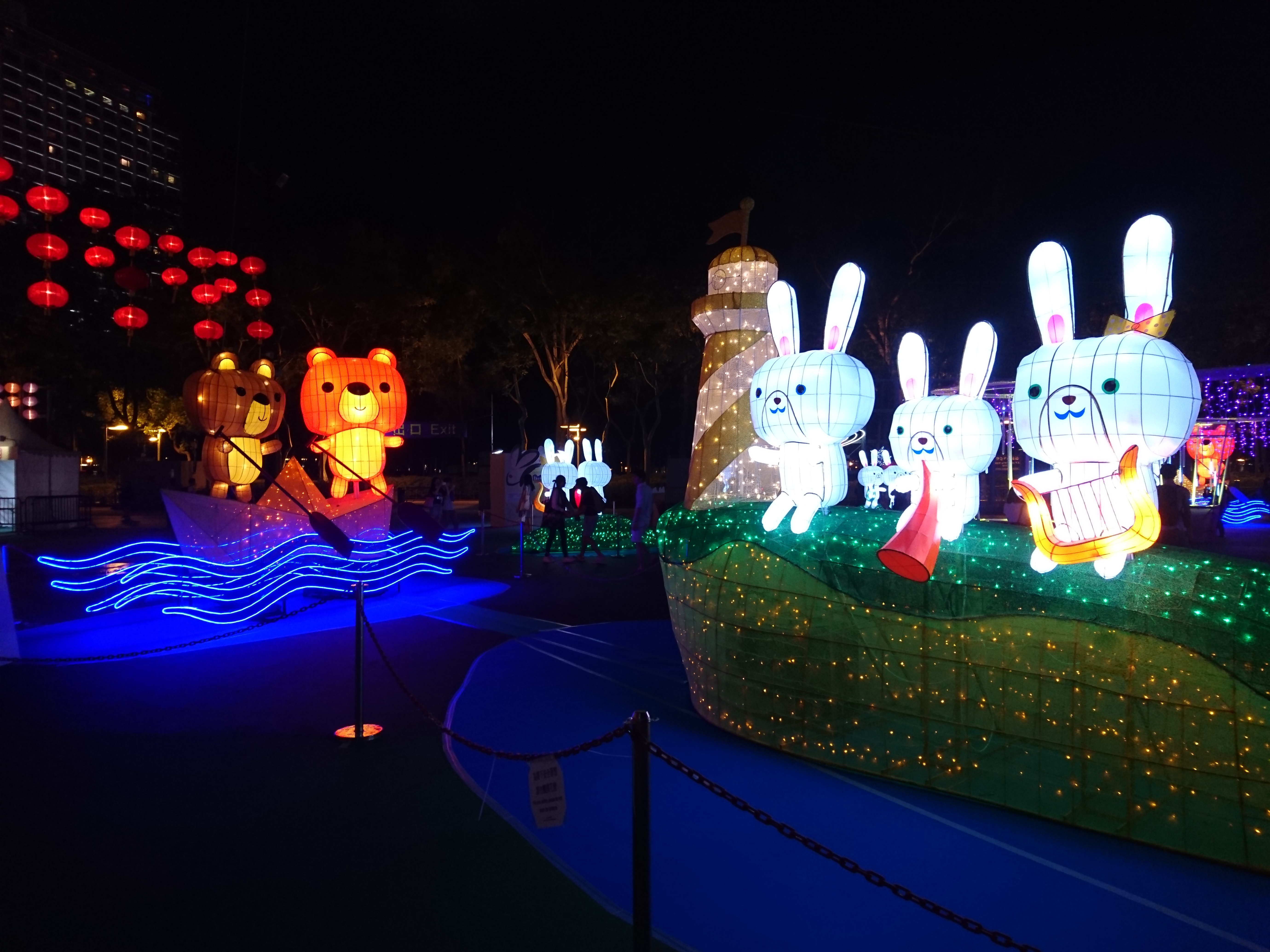
2017年中秋綵燈會

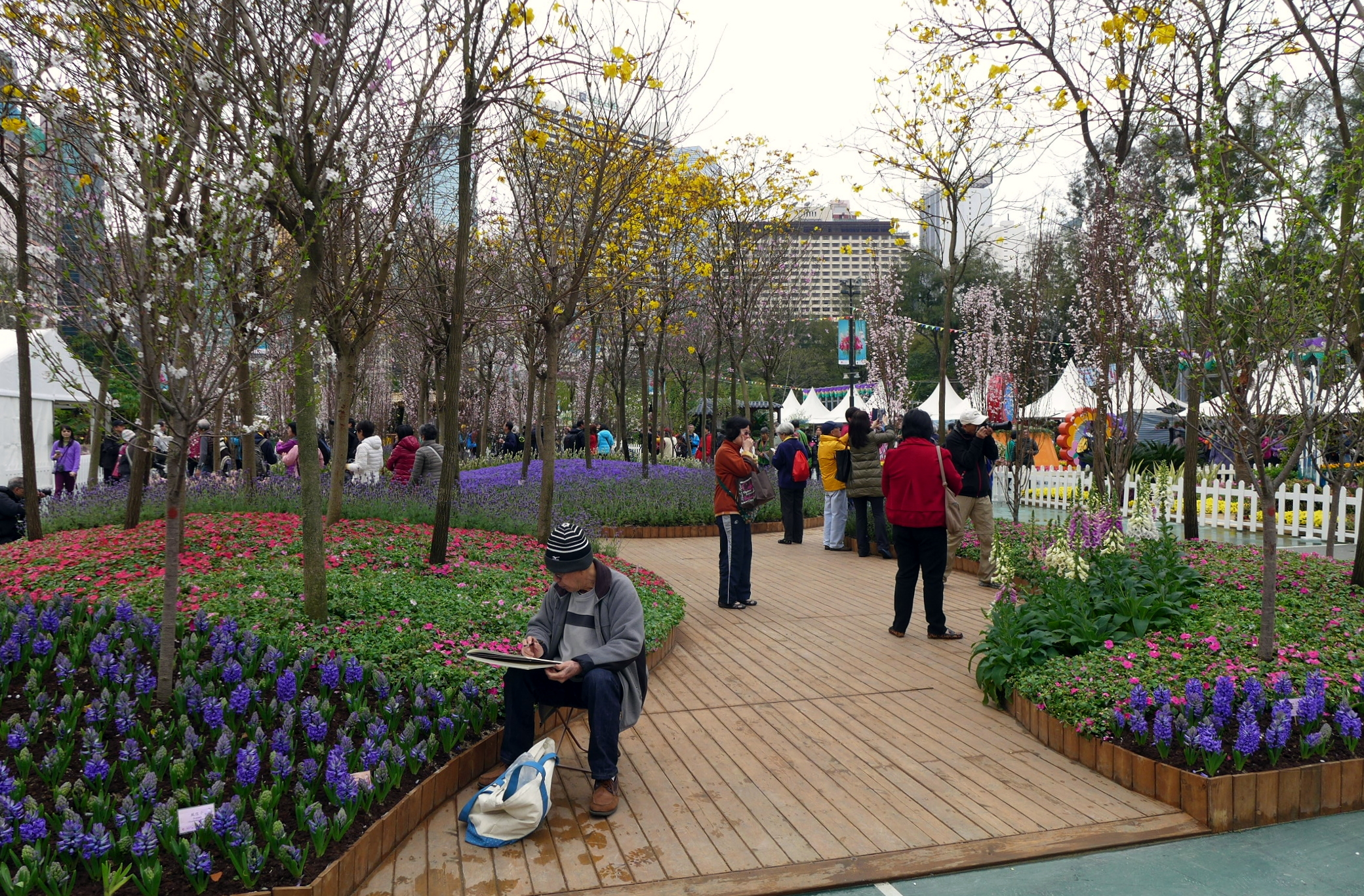
香港花卉展覽期間的維多利亞公園

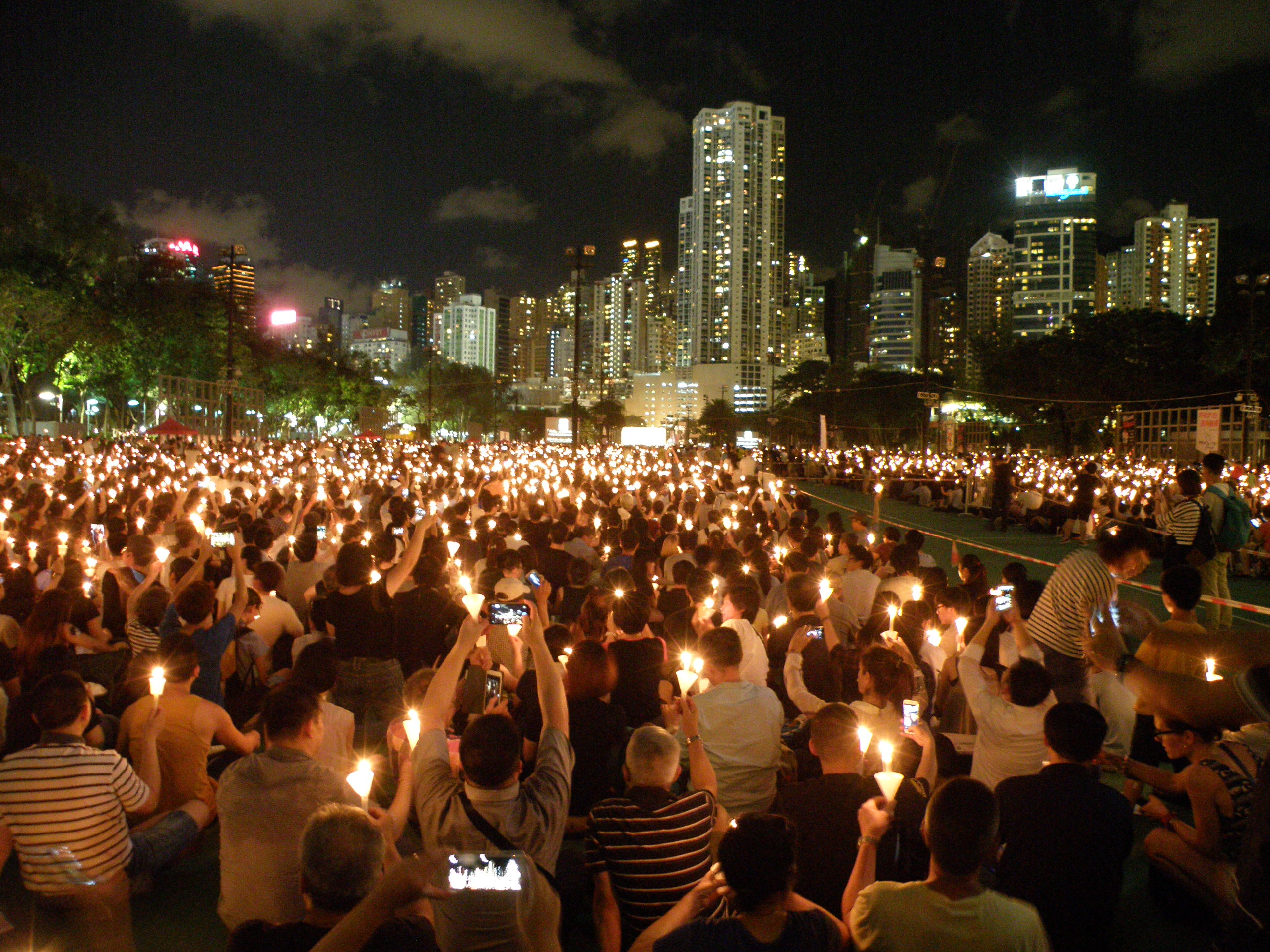
六四燭光晚會

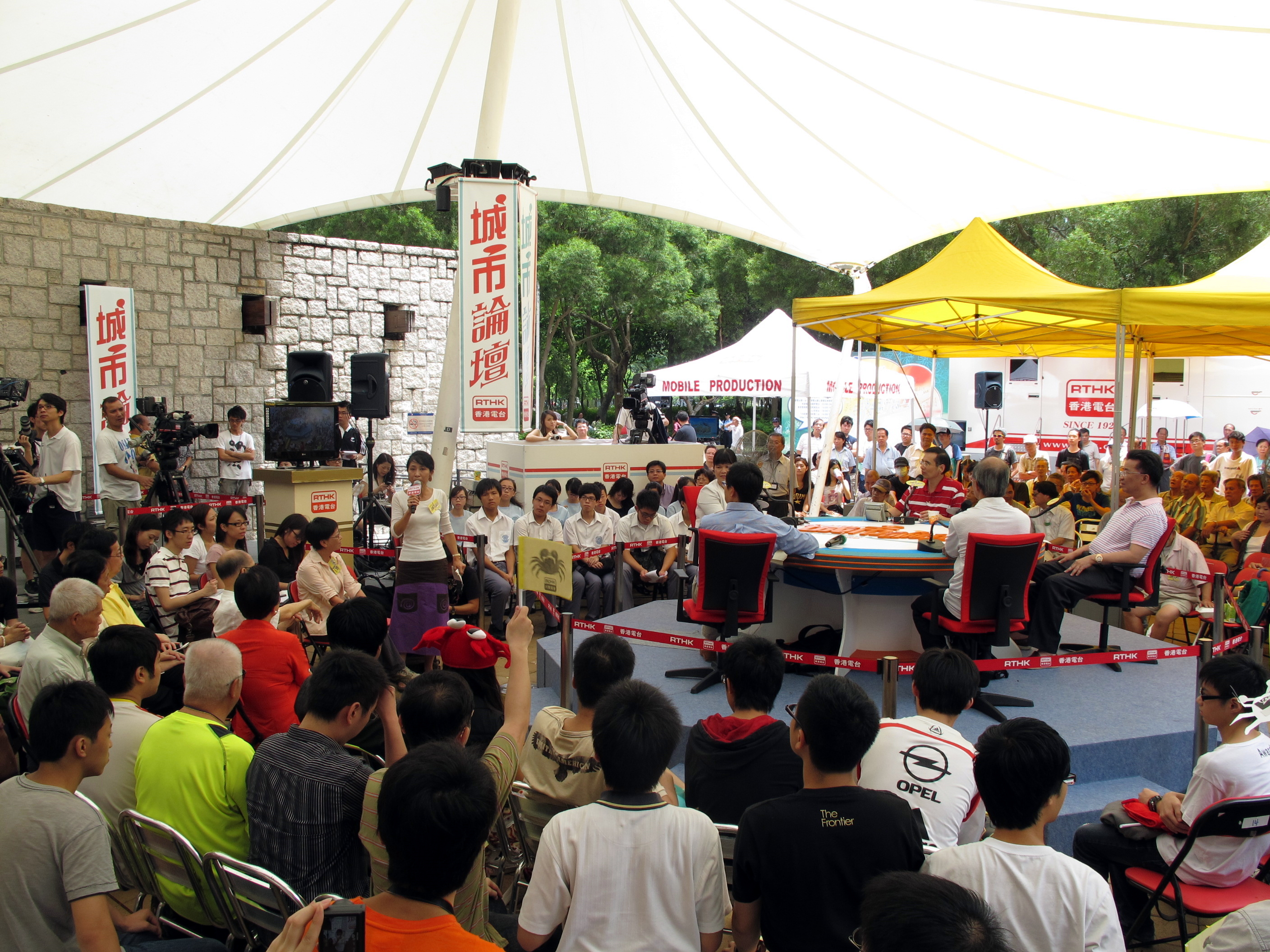
城市論壇

由於維多利亞公園交通方便，不少大型活動，包括政治集會經常在此舉行，例如農曆新年前夕的年宵市場、3月的香港花卉展覽、中秋節期間的綵燈晚會、12月的工展會等等。自2008年起，維多利亞公園成為渣打馬拉松的終點。

### 年宵市場
維多利亞公園的年宵市場是全港最大型和最多攤位及人流最多的年宵市場，有多個快餐、乾貨和濕貨攤檔，售賣多款小食、年花、玩具和應節產品等。不過在2020年，食環署以保障公眾安全及公共秩序為由，不設乾貨攤位。不少檔主都表示人流疏落，生意額大不如前。

### 花卉展覽
香港花卉展覽於每年3月假維多利亞公園舉行，展出來自世界各地的花卉，並有本地、中國內地及海外園藝機構栽培的盆栽、花藝擺設及園景設計，更設有售賣花卉及其他園藝產品的銷售攤位，為世界各地的園藝愛好者提供賞花和交流種花經驗的良機。

### 電視直播
2003年1月31日（年三十晚），無線電視翡翠台直播萬家團圓喜羊羊，同全港市民送馬迎羊。

### 中秋彩燈會
每年中秋節前夕，公園都會佈置花燈，包括高數層樓的大型花燈，在中秋節當晚會舉行歌舞表演的晚會。

### 小型賽車
早年在維多利亞公園舉辦國際卡丁车比賽，賽期緊接澳門的大賽車，於1993年後因噪音問題而停辦。

### 城市論壇
1980年至2019年，香港電台節目城市論壇每逢星期日都會在此公園內進行。節目形式模仿英國倫敦海德公園的時事辯論會，並由電視台作現場直播。該節目經常邀請立法會議員及政府高官對社會問題作出意見。有些上了年紀的長者會在論壇外大聲呼喊向民主派人士抗議，並夾雜粗言穢語，他們就是香港人口中常說的「維園阿伯」。由於部分人士曾經衝上台，後來講台需要加設圍欄。

### 政治集會
維多利亞公園也是群眾集會主要場所。1971年7月7日晚上，香港專上學生聯會在維多利亞公園舉行保衛釣魚台七七大示威。市政局以在公園示威妨礙市民娛樂及會破壞花草為理由，不批准此次示威申請，當晚大批警察驅散示威者。此後，維多利亞公園成為集會的常用地方。
自1990年開始，至2019年6月4日晚上都會在公園幾個足球場舉行六四燭光晚會，悼念六四殉難者。每年都有幾萬人參加。2003年7月1日後，每年的七一大遊行、2005年12月4日舉行的爭取普選大遊行，以及其他很多遊行也在此公園作為起步點。

### 奧運文化廣場
在2008年北京奧運會及殘疾人奧運會舉辦期間，在維多利亞公園中央草坪及沙田公園結客場設立奧運文化廣場，提供免費的文化和娛樂活動，以提升奧運氣氛、推廣奧運精神和文化及吸引市民積極投入奧運活動。

### 香港女子網球公開賽
2014年9月8至14日，香港維多利亞公園網球場將會首次主辦WTA女子網球國際公開賽。賽事設有女子單打和雙打，女單主賽圈會有32名網球手角逐，冠軍可獲得280分WTA世界排名積分。

### 區選候選人舉辦的小型選舉聚會 遭防暴警察用催淚彈驅散

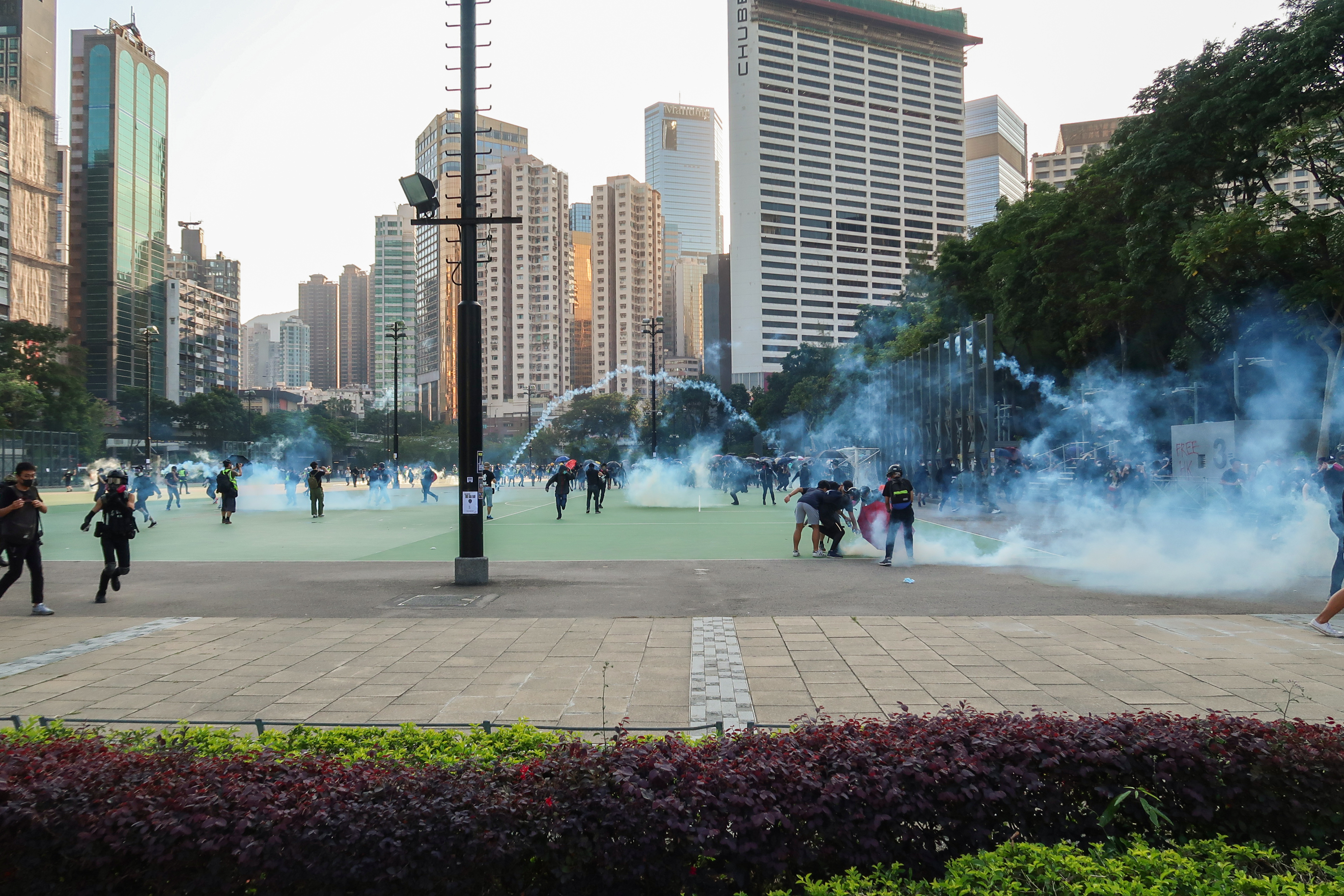
2019年11月2日下午，防暴警察在公園內頻密發射多輪催淚彈，市民爭相走避

2019年10月，香港本土派人士劉穎匡等人向警方申請在維園舉行名為「求援國際，堅守自治」的集會。集會於10月30日被警方反對，其後申請者上訴失敗。136名區議會選舉候選人隨即表示，於11月2日下午3時各自在維園舉辦「毋須通知警方」的小型選舉聚會；而候選人會在維園不同位置，向選民重申捍衛港人自由的立場。
當日下午2時，一名車主駕駛其保時捷私家車駛入京士頓街停泊，並播放《願榮光歸香港》，引起警察不滿，當場強行把車主從車上拉走拘捕。現場警察不肯透露該車主涉嫌犯下甚麼罪行。下午三時，大批市民聚集在維園外，試圖進入維園集會。惟大量防暴警察在附近駐守，聲稱市民正在參與非法的集會，並違反《禁止蒙面規例》。其後，防暴警察在市民聚集的一帶發射多輪催淚彈。

### 警方首次引用《公安條例》封閉維園中央草坪

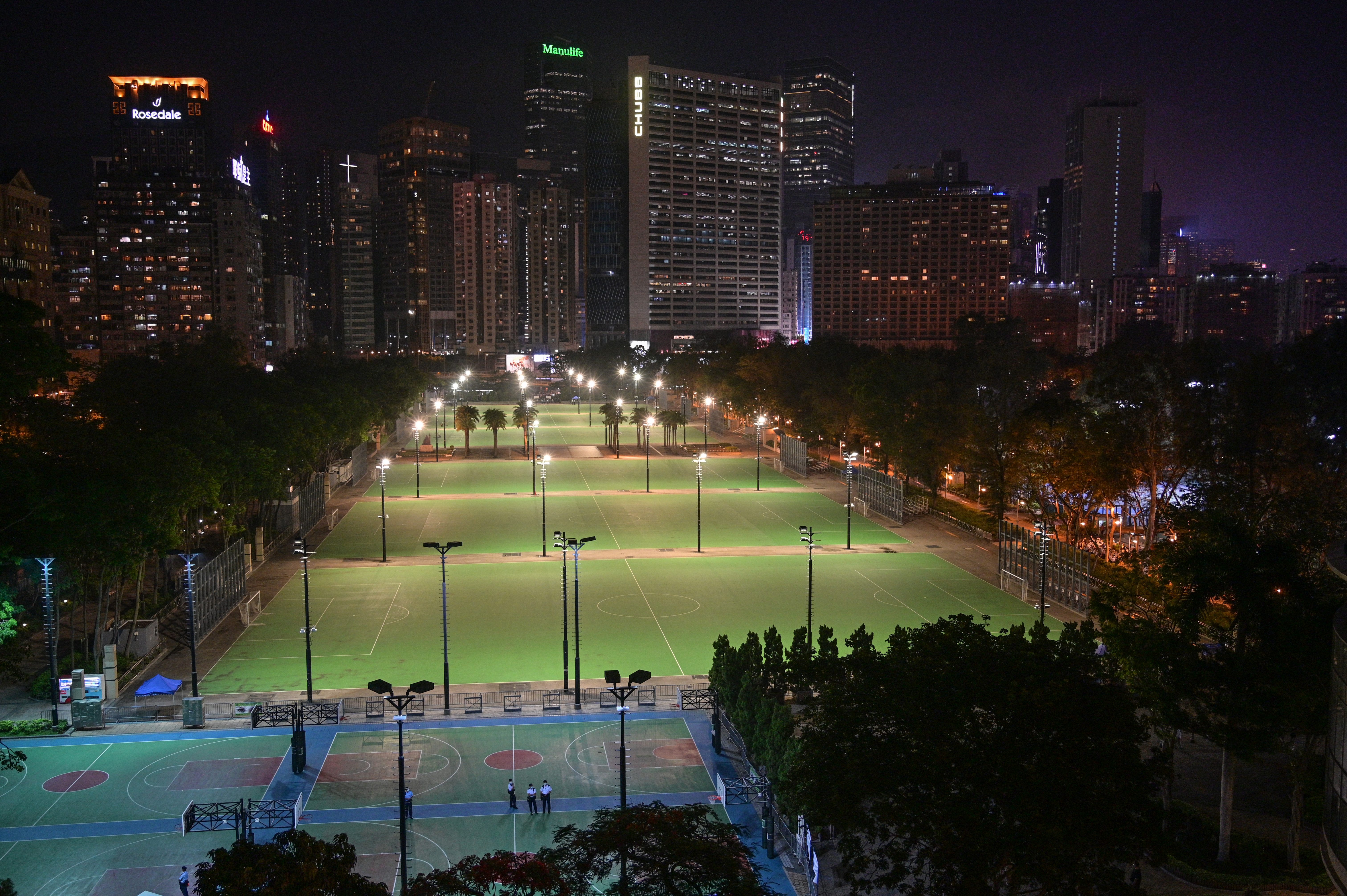
2021年6月4日為六四事件32周年，警方首次引用《公安條例》，在下午2時起封閉維園中央草坪、緩跑徑、籃球場和足球場等範圍

2021年6月4日為六四事件32周年，警方首次引用《公安條例》，在下午2時起封閉維園中央草坪、緩跑徑、籃球場和足球場等範圍，並警告任何人未經准許進入或逗留，最高可處12個月監禁。警方於維園一帶嚴密佈防，派出近3000名警員在公園多處戒備。有市民將一束白花插在公園的鐵馬上，卻被警員勒令即時拿走。她批評警方不批准六四集會是荒謬，形容“欲哭無淚”，指出「一個國際大城市，連一束花都容不下，我不知說什麼才好」。有過去30年均有參與六四集會的市民認為目前的香港如內地城市。社民連主席黃浩銘和支聯會常委徐漢光，先後兩次進入維園被警方攔截，之後遭到搜查達1小時。
警員亦截查身穿黑衣的市民，到晚上市民在維園外聚集，多人點燃燭光和舉起亮燈的手提電話。被圍封的範圍直至6月5日凌晨1時才解封。

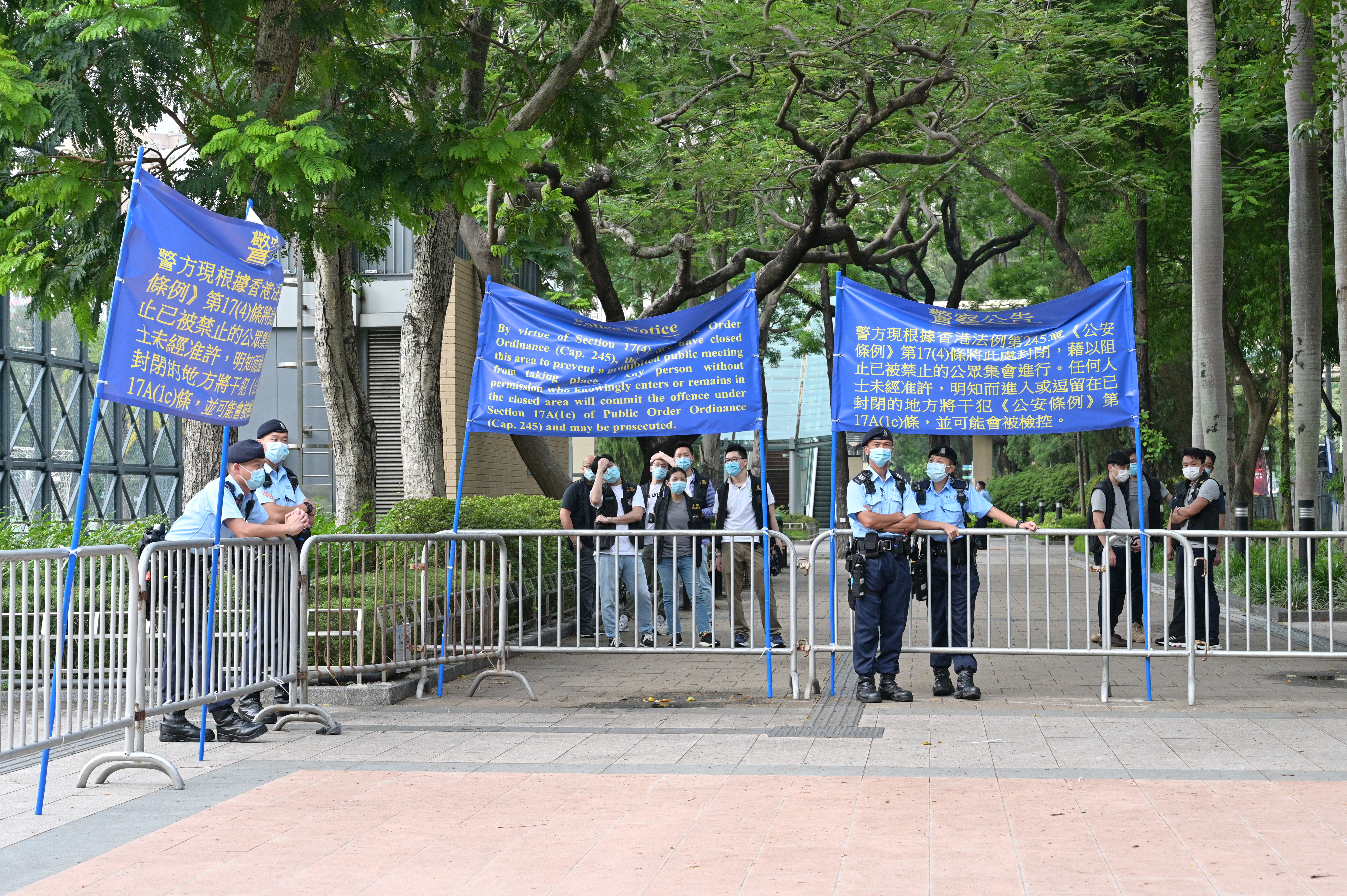
下午2時起，警員用鐵馬封閉維園範圍
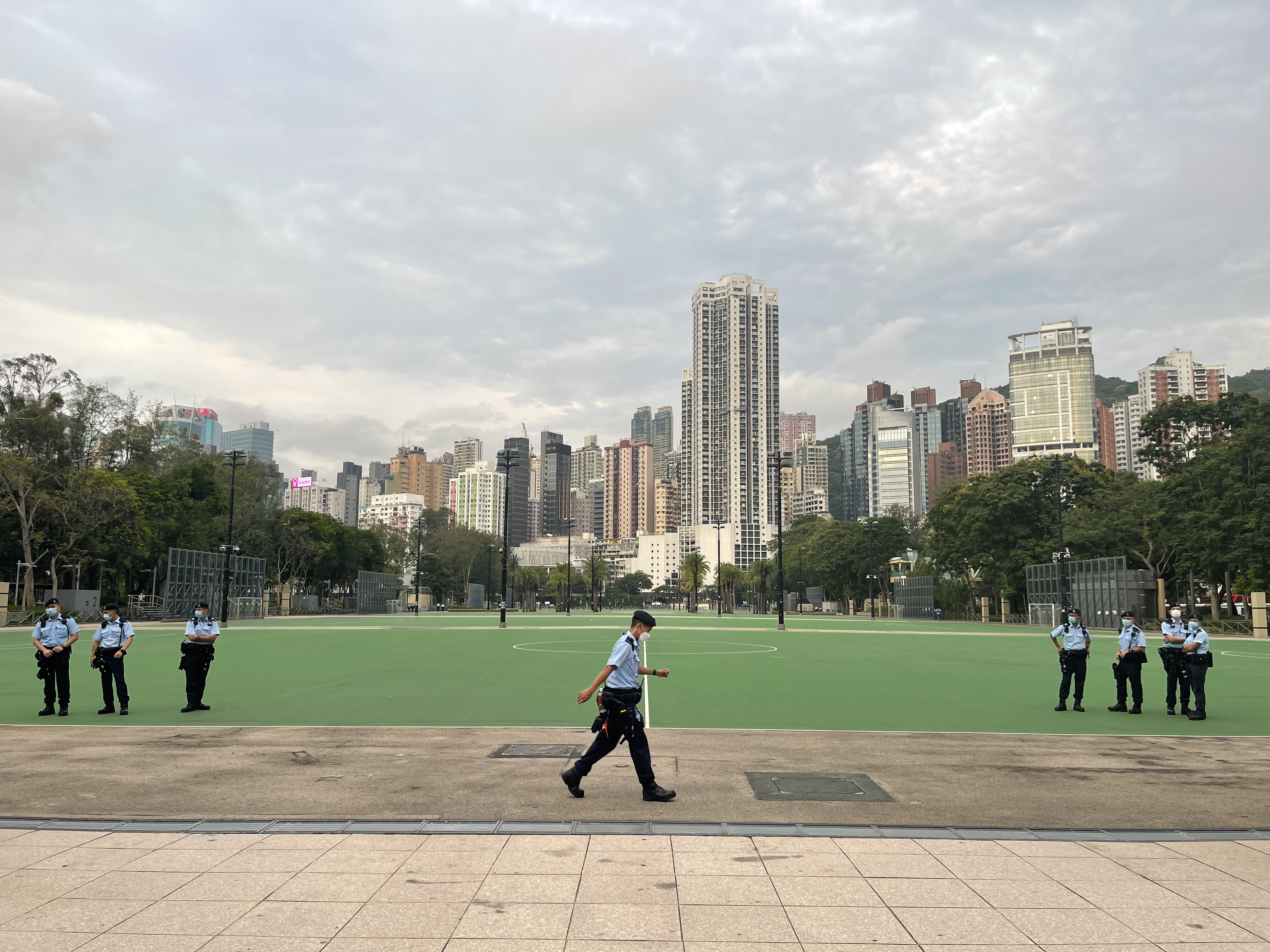
警員在足球場範圍戒備
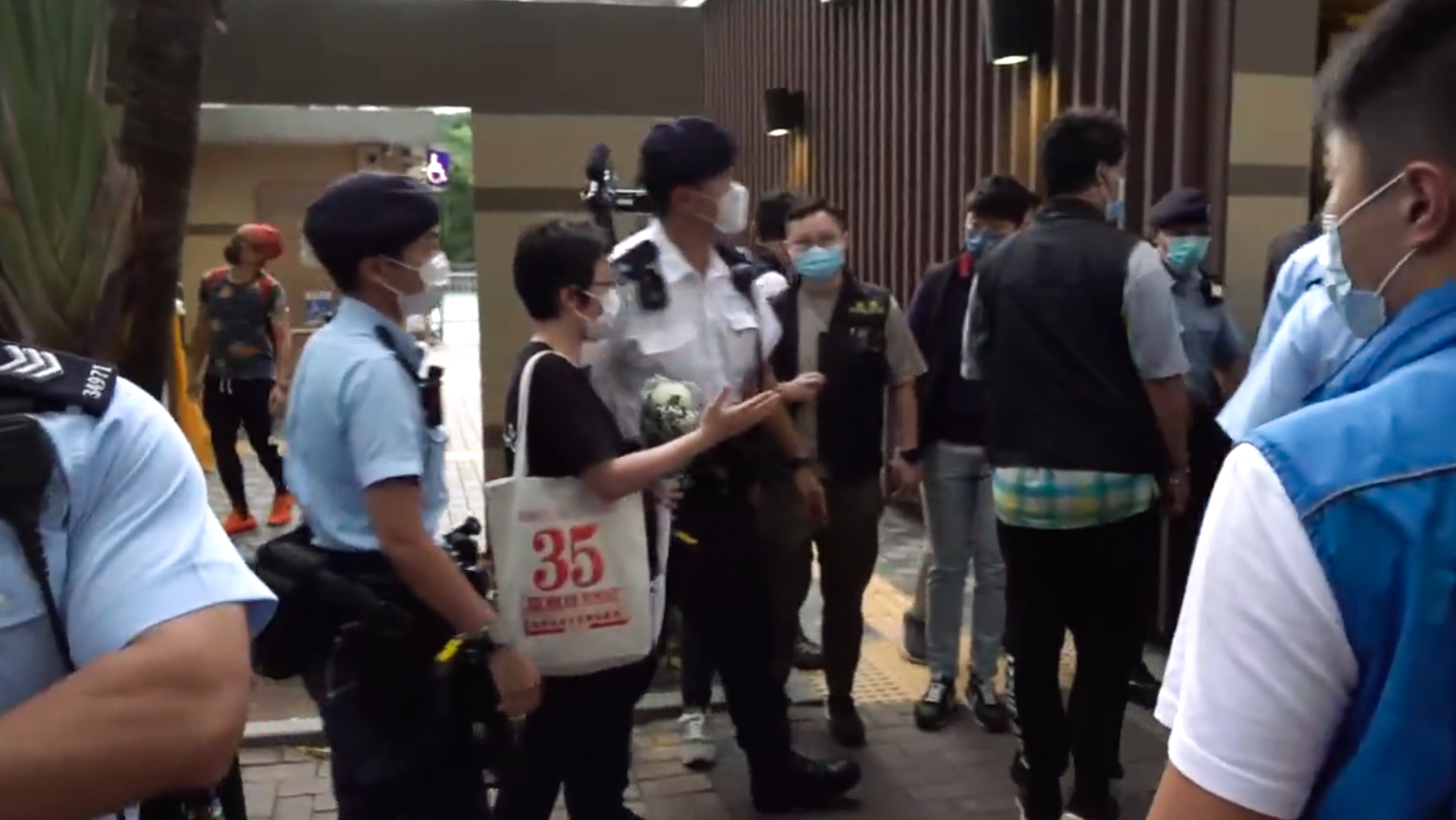
有市民帶一束白花到公園，卻被大批警員勒令即時拿走和離開
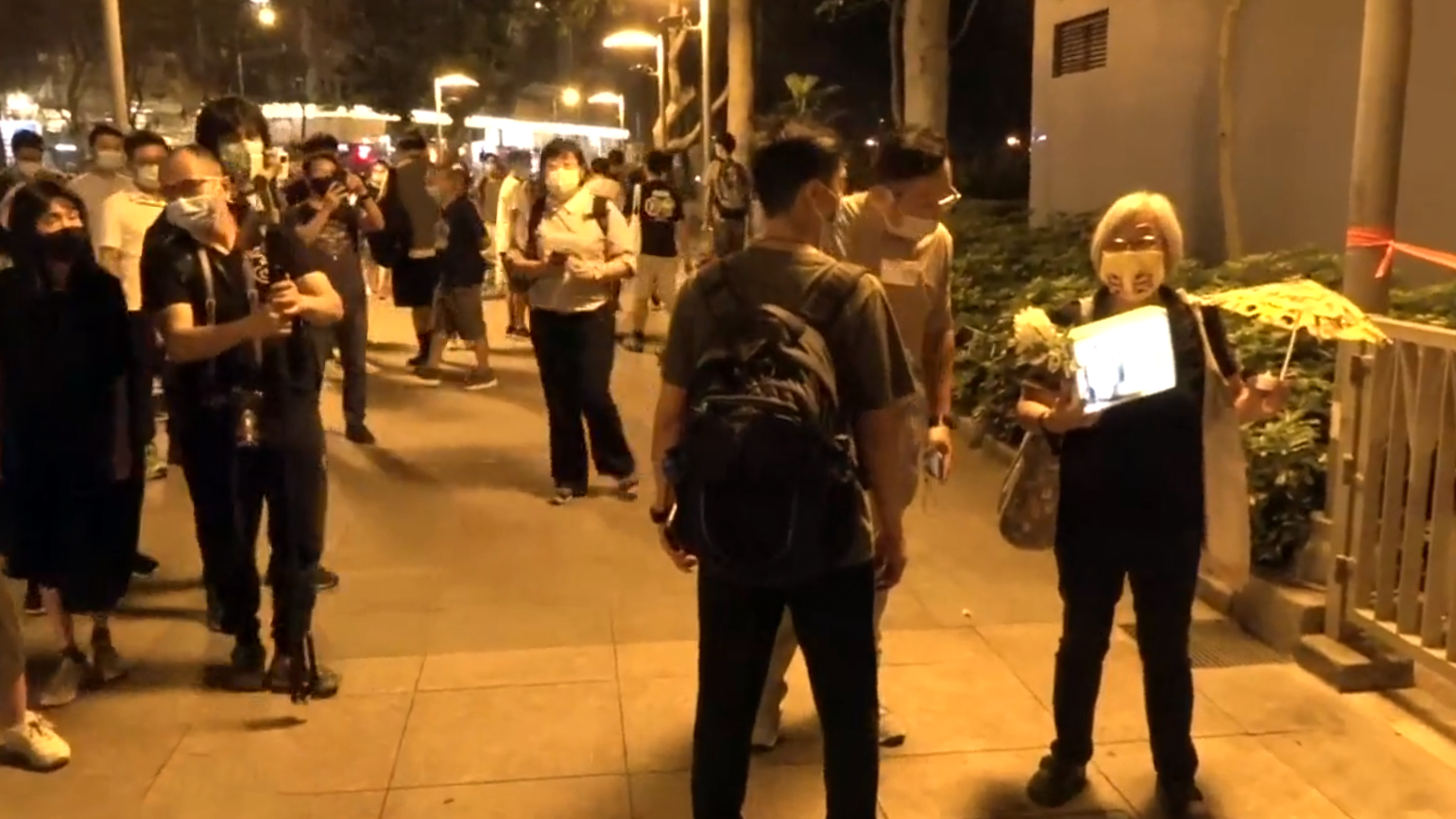
王婆婆在公園內抗議被警員要求離開
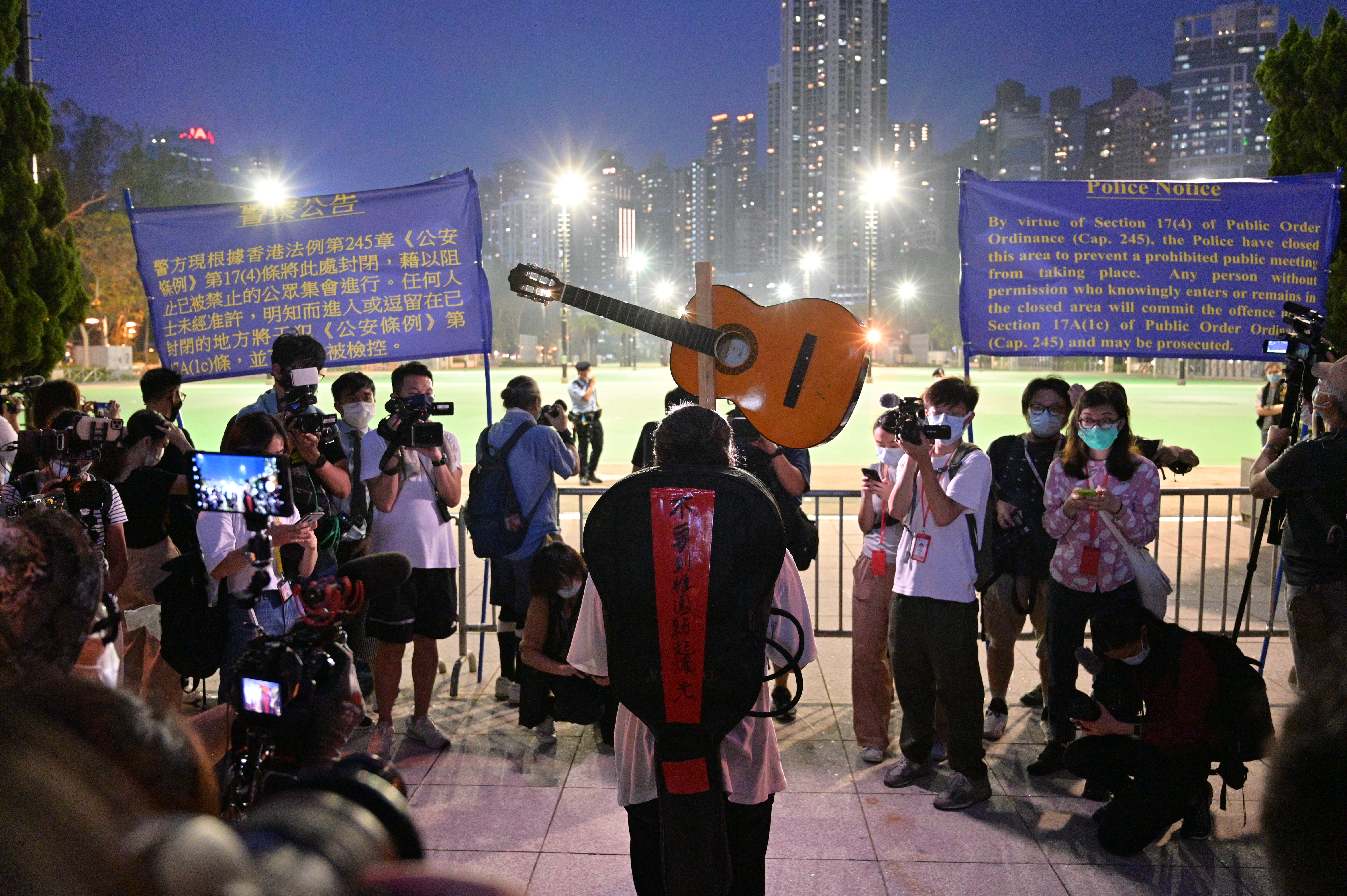
有市民在圍封範圍外表態
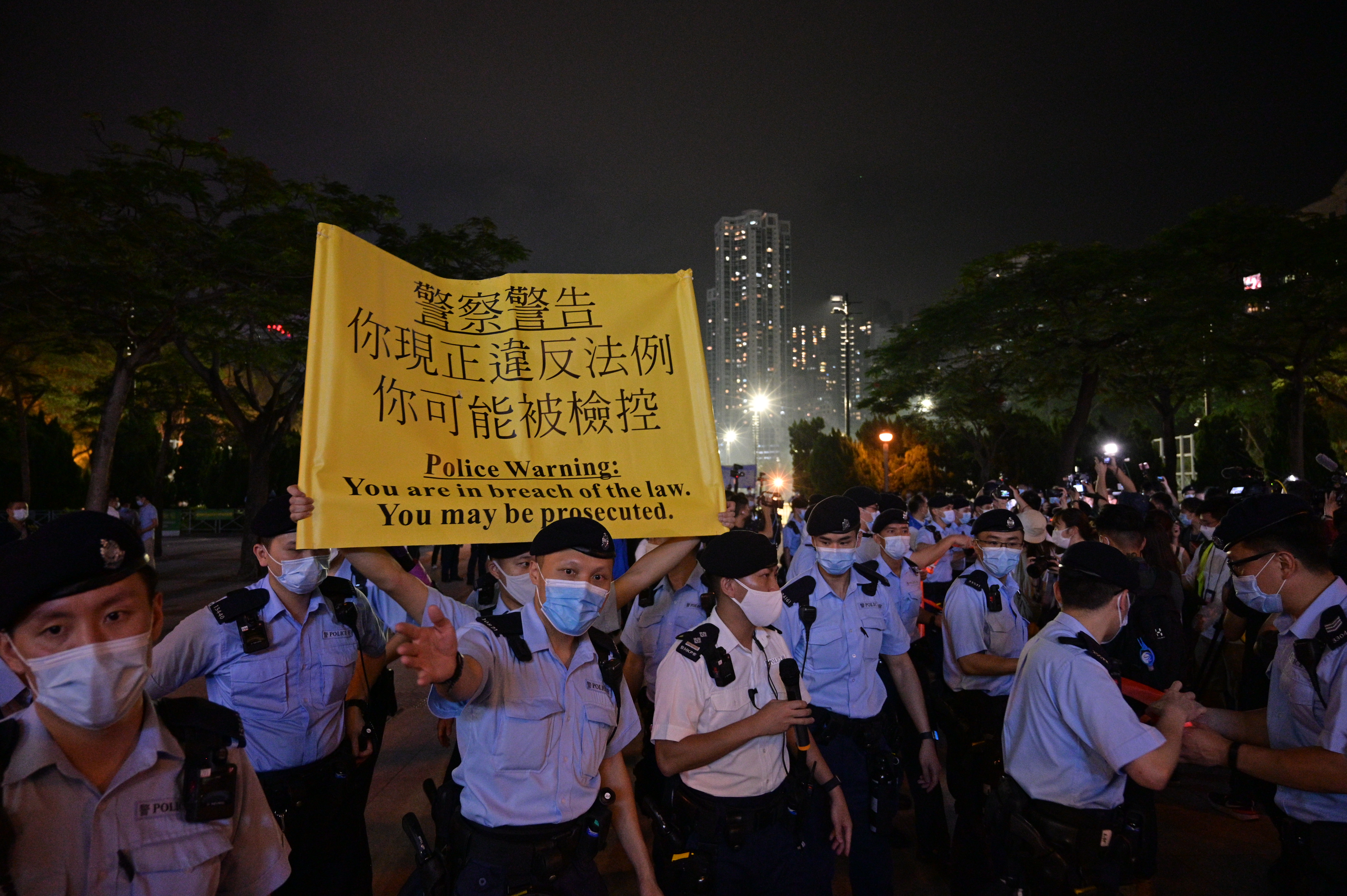
晚上8時02分，警員舉起黃旗，指公園內的市民違法法例

到2022年6月3日晚上11時，康文署以場地或被利用作非法活動為由，在晚上11時關閉中央草坪、足球場、籃球場及多個出入口，到6月5日凌晨才重開。大批身穿防刺背心及護頸的警員在中午起在維園和銅鑼灣一帶部署，不時截查市民。包括要求不要展示印有六四字句的貼紙。
有記者問及行政長官林鄭月娥當晚六四有人堅持出來悼念和警方的行動有何感受，她指出自己與警務處處長及保安局局長不時提醒社會仍然有好多隱患，包括孤狼式和變成地下組織的激烈抗爭行動，認為每逢大型活動和敏感日子會有人煽動進行破壞，認為警方封閉維園是保護香港市民安全，支持風險為本執法。

### 圖集

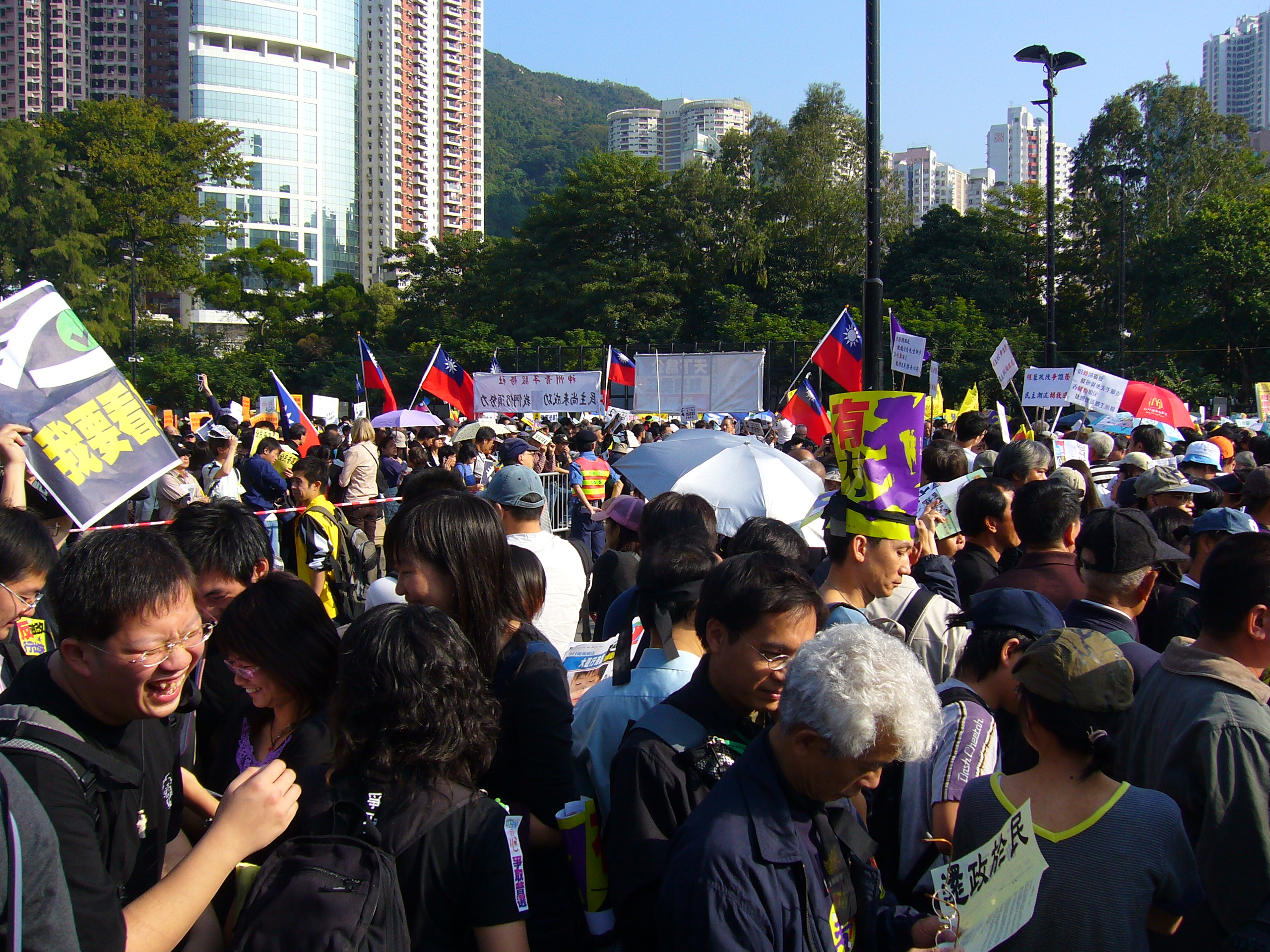
2005年爭取香港普選大遊行以維多利亞公園作為起步點
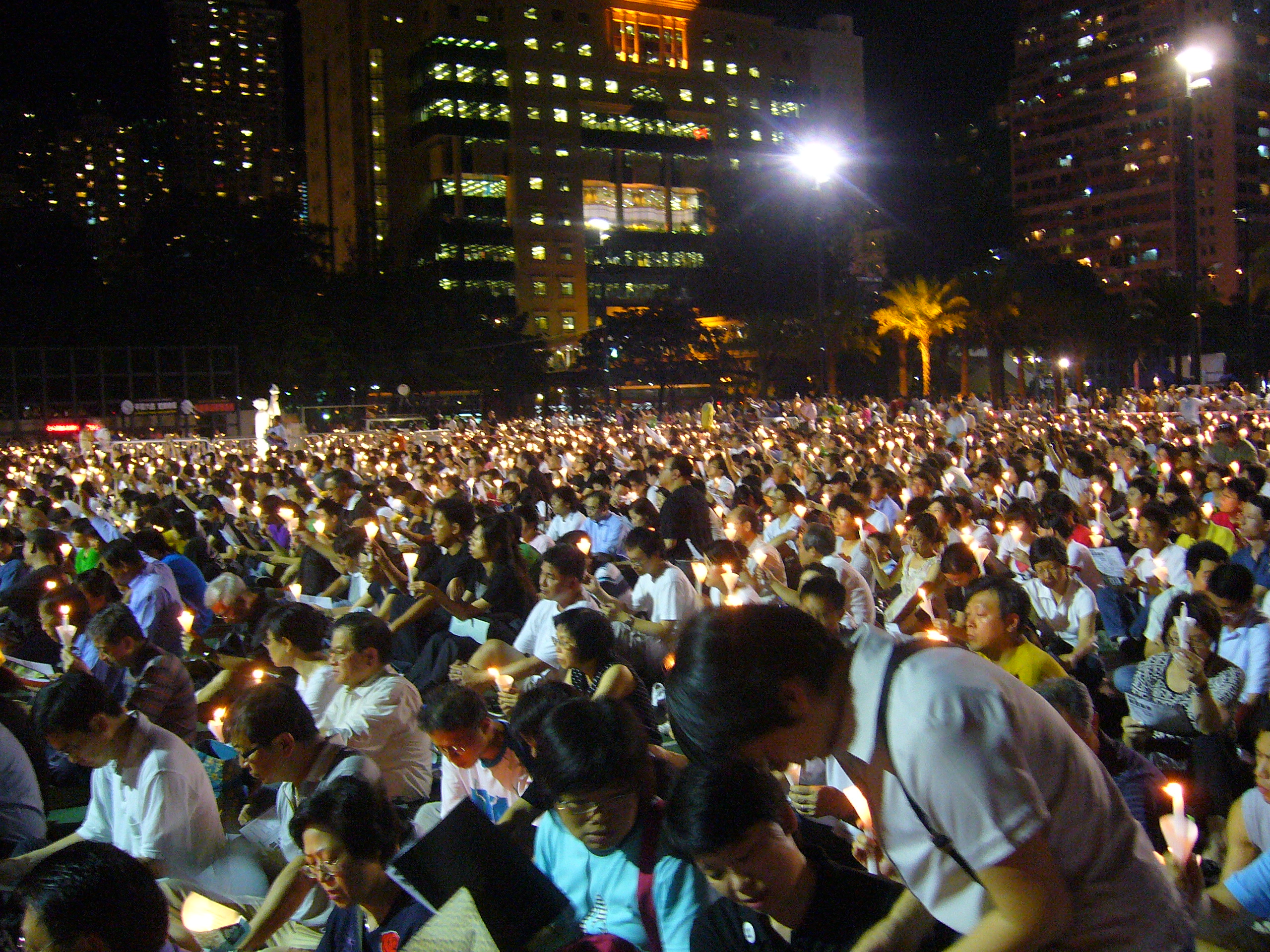
2007年維園六四燭光晚會
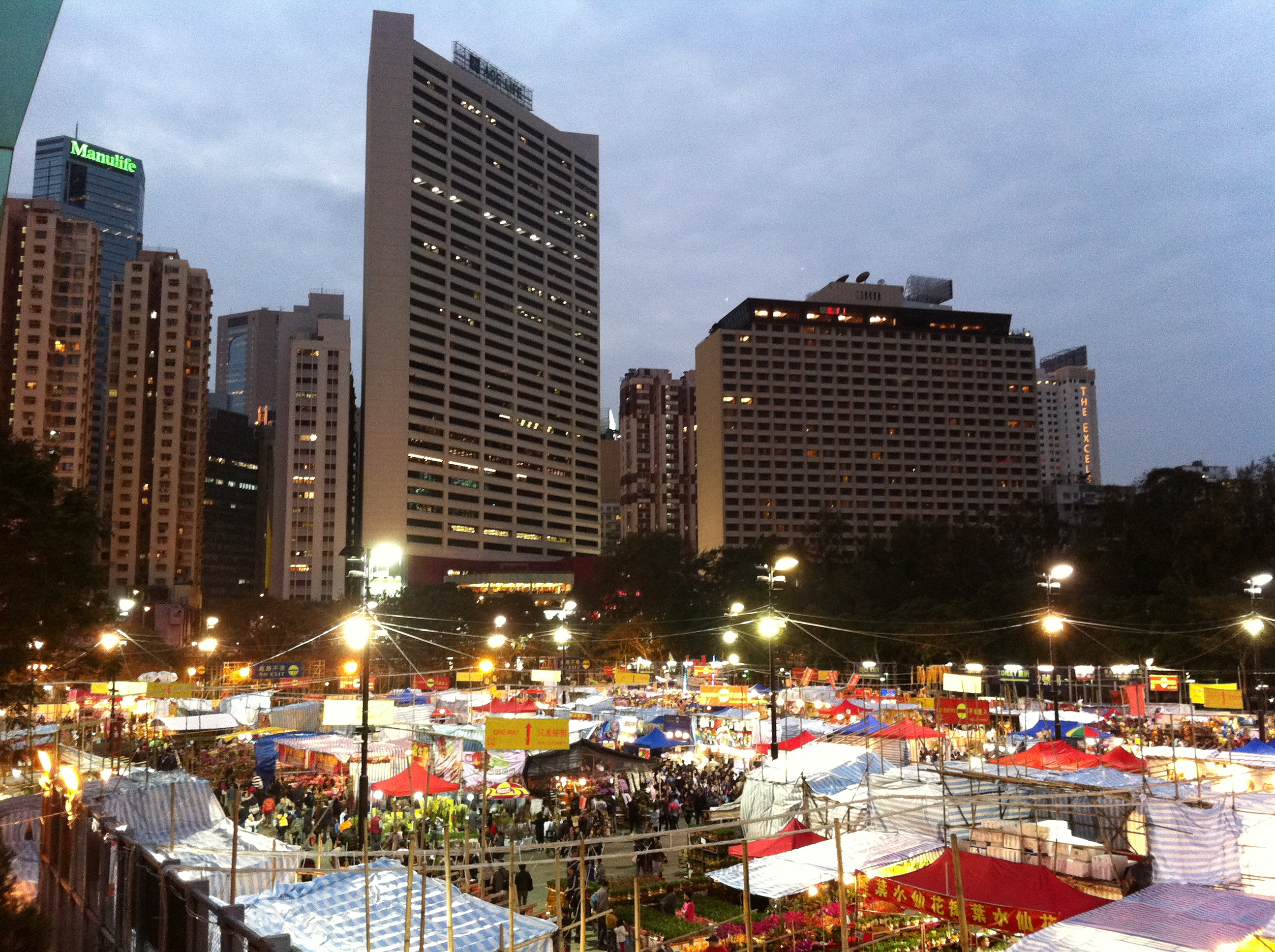
維多利亞公園年宵市場
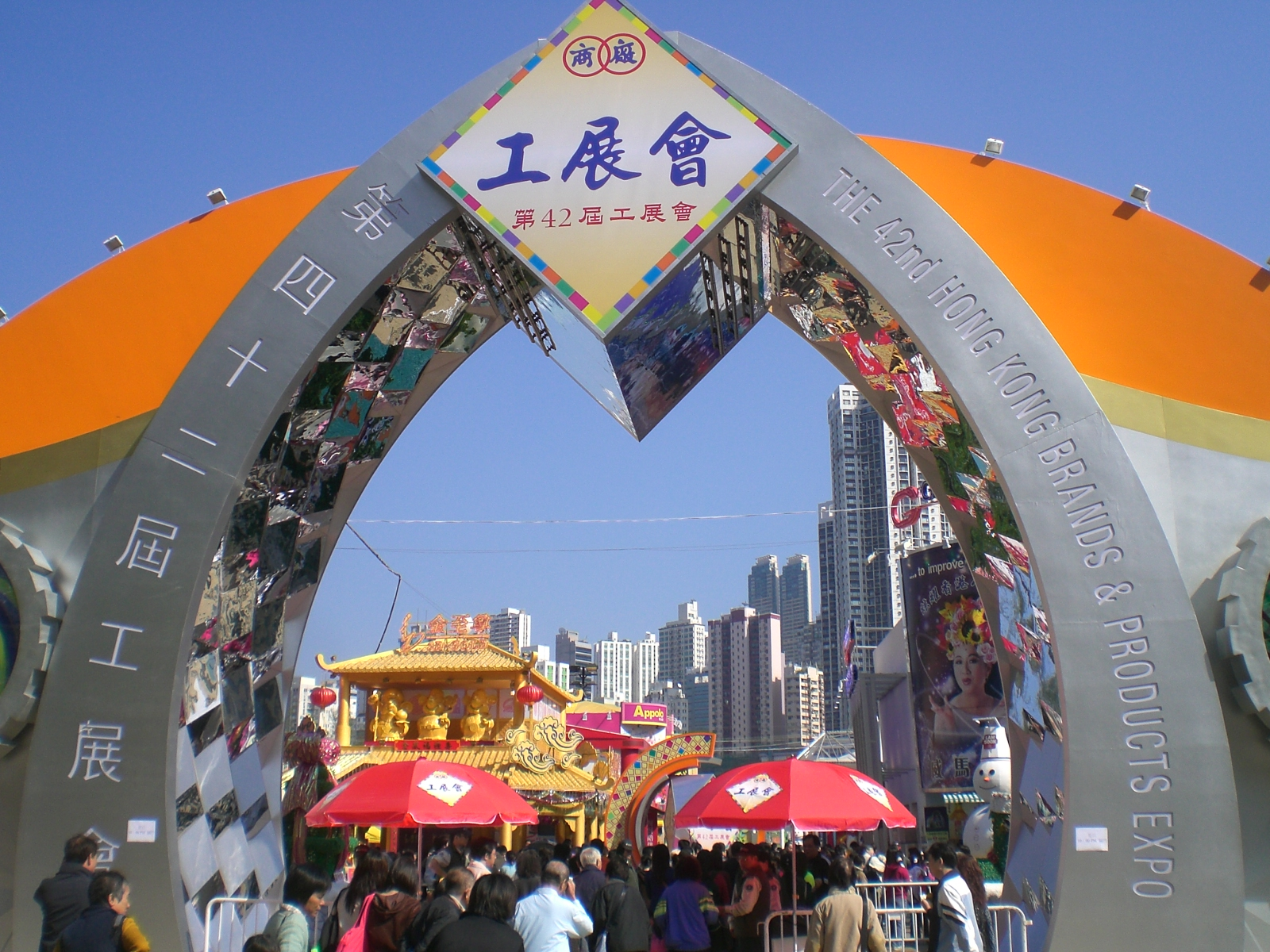
2007年工展會入口
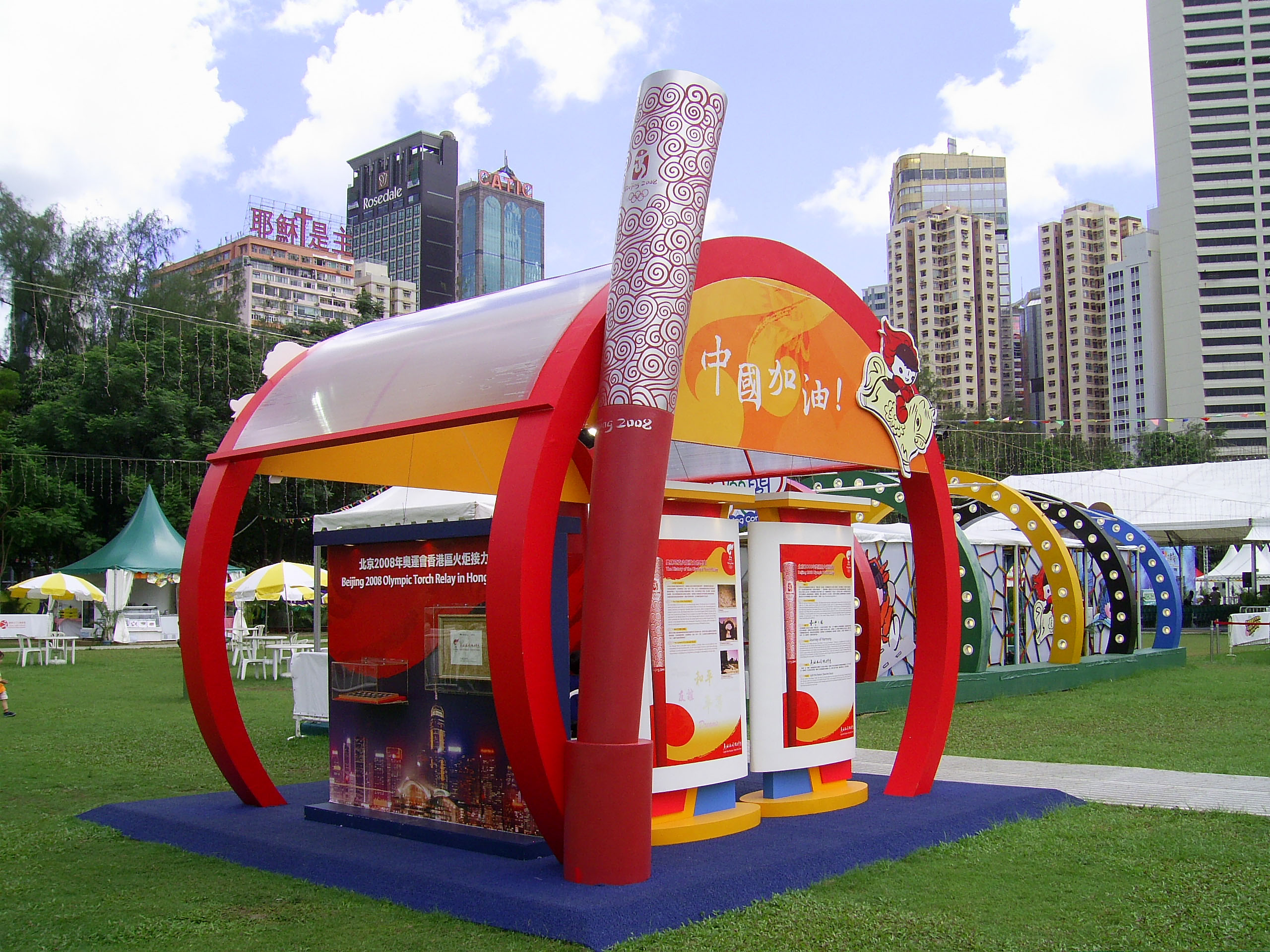
維多利亞公園香港奧運文化廣場
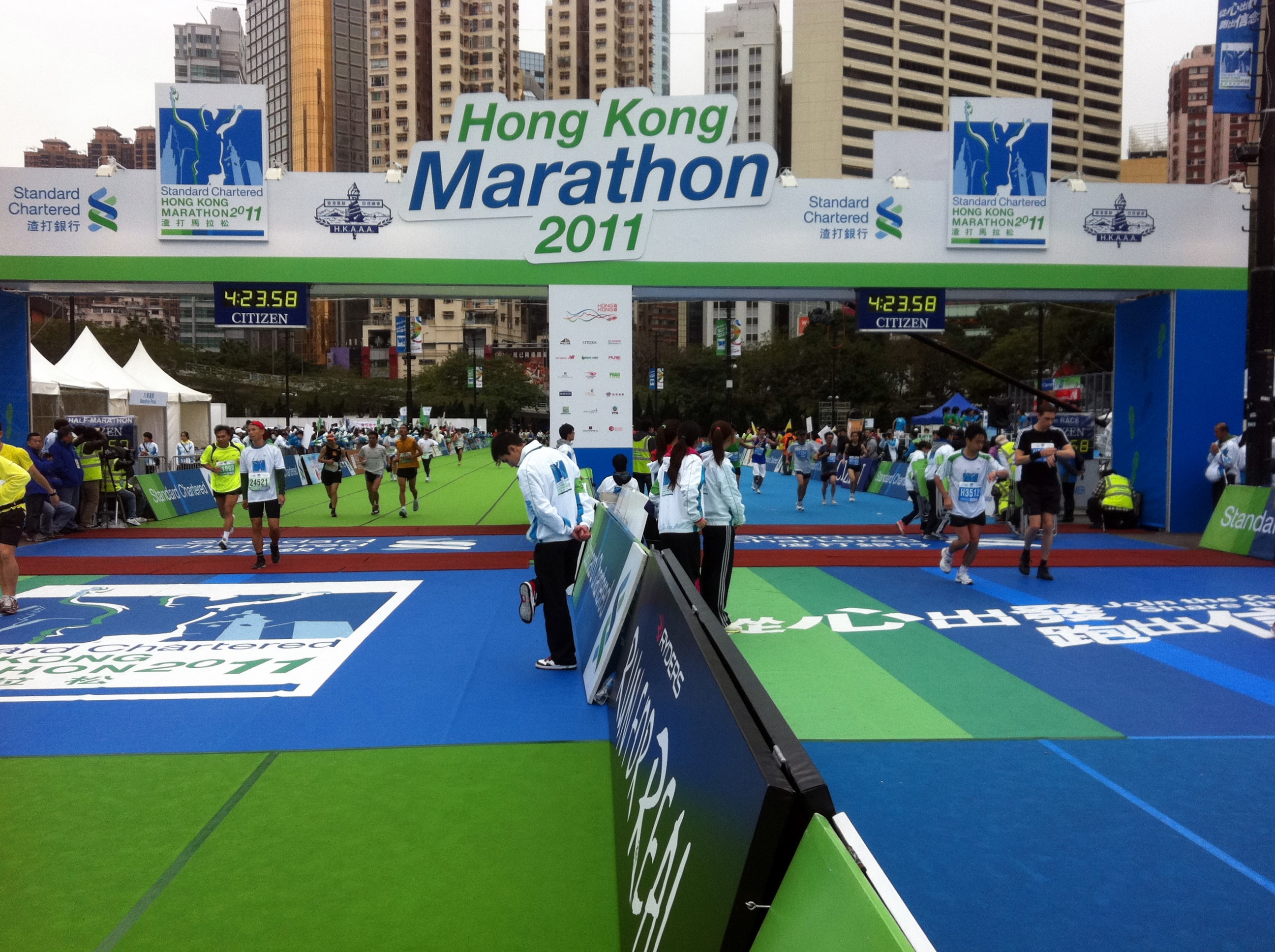
2011年渣打馬拉松終點站
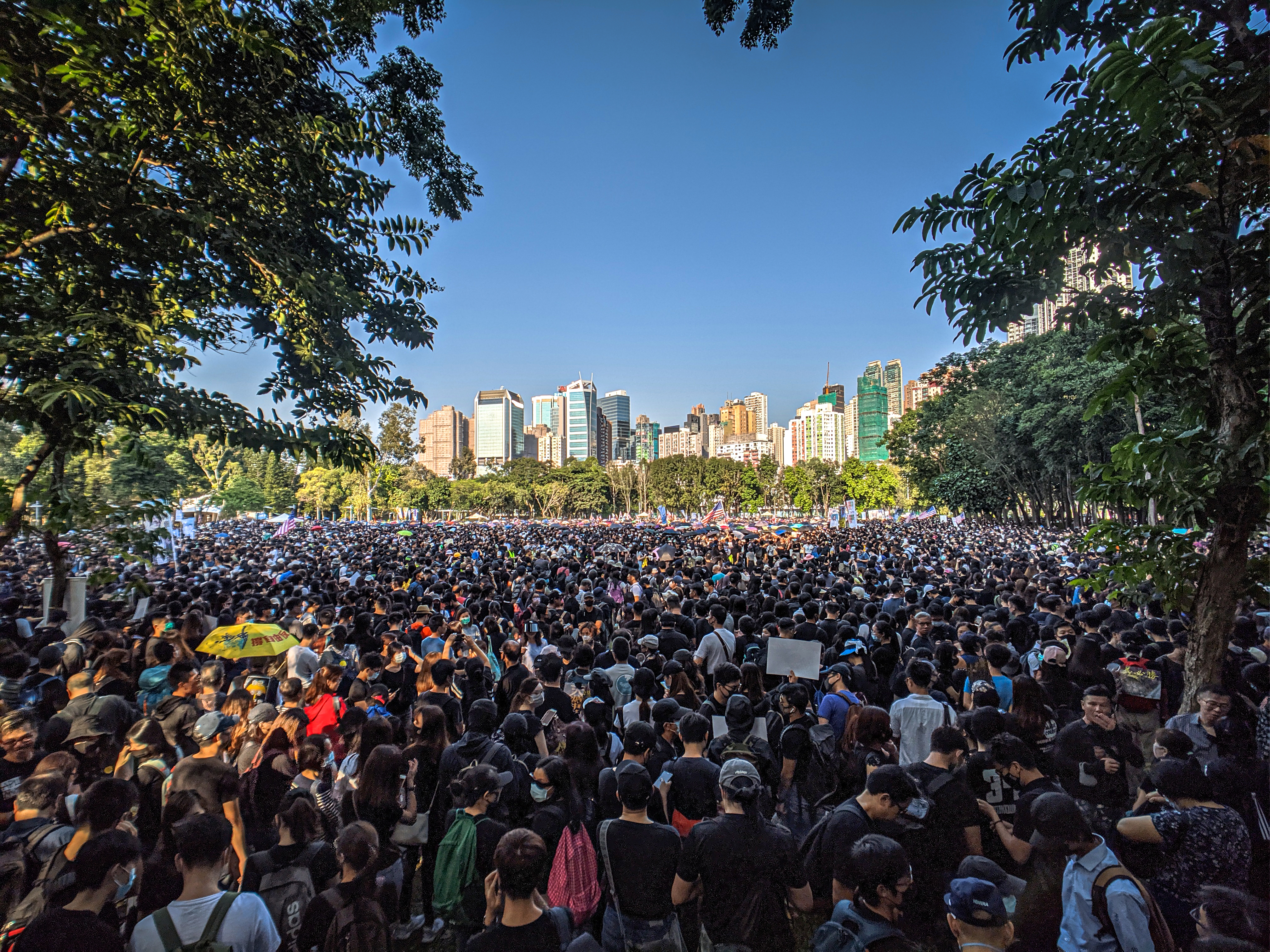
2019年小型選舉聚會

## 未來發展
近年，香港政府越來越重視文化的發展，港島至今亦未有如西九龍文娛藝術區或啟德發展區的文化區，銅鑼灣東角商舖租金高企而且開始老化，加上香港至今仍沒有一些全港性的室內運動場所，香港政府、商界、政黨以及學者正研究在維多利亞公園興建地下城，把位於港島以至市區中心的維多利亞公園地底發展成一個為全港市民服務的大型文化、室內運動、飲食以及商舖空間，加上維園地底連接港鐵天后站，建議將維多利亞公園和避風塘相連建造一個世界級的海濱長廊。

## 禁煙安排
此場地全面禁煙。

## 外部連結
- 康文署：維多利亞公園